# حضور زنان در المپیک
میزان حضور زنان در بازی‌های المپیک از زمان اولین شرکت آنها در سال ۱۹۰۰ افزایش یافته است. برخی از ورزش‌ها منحصراً برای زنان هستند، برخی دیگر هم زنان و هم مردان در آن رقابت می‌کنند، در حالی که برخی از ورزش‌های قدیمی‌تر فقط برای رقابت کردن مردان باقی مانده است. مطالعات مربوط به پوشش رسانه‌ای بازی‌های المپیک همواره تفاوت‌هایی را در شیوه‌هایی که زنان و مردان توصیف شده‌اند و شیوه‌هایی که در آن عملکرد آنها مورد بحث قرار می‌گیرد را نشان می‌دهد. حضور زنان در کمیته بین‌المللی المپیک دارای سابقه بسیار کمتری از میزان مشارکت زنان بوده است و مدت‌هاست که، هدف خود مبنی بر حضور حداقل ۲۰ درصدی زنان در کمیته خود را از دست داده است. در سال ۲۰۲۳، ۴۱٫۱ درصد از اعضا زن هستند. المپیک ۲۰۲۴ پاریس برجسته بود به خاطر اینکه اولین موردی است که هدف آن دستیابی به برابری جنسیتی بین مردان و زنان بود.

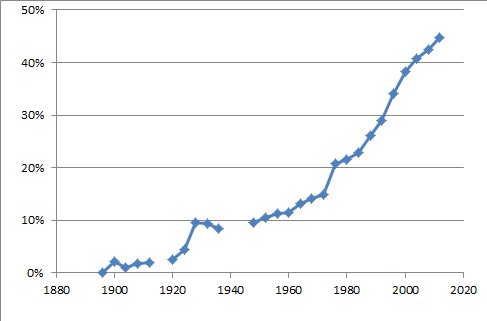
میزان شرکت کنندگان زنان در هر دوره از بازی‌های المپیک تابستانی بر حسب درصدی از کل شرکت کنندگان

## تاریخچه حضور زنان در المپیک

### ۱۹۰۰

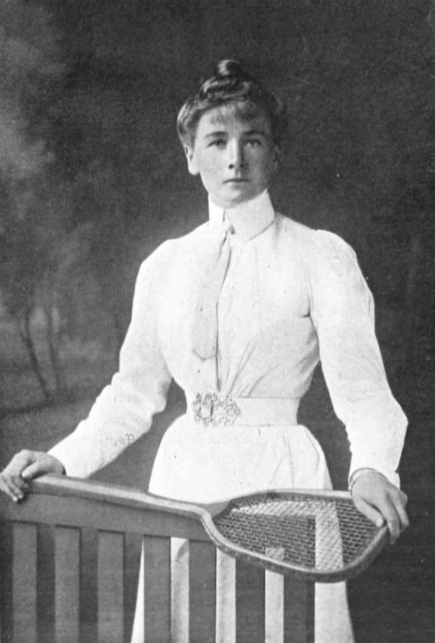
شارلوت کوپر

اولین بازی‌های المپیک نوین که در آن ورزشکاران زن حضور یافتند، بازی‌های ۱۹۰۰ پاریس بود. الن دو پورتالس از سوئیس اولین زنی نام گرفت که در بازی‌های المپیک به رقابت پرداخت و به عنوان عضوی از تیم برنده در رشته قایق‌رانی ۱ تا ۲ تُن که در روز ۲۲ مه ۱۹۰۰ برگزار شد، به اولین زن قهرمان المپیک شناخته شد. شارلوت کوپر بریتانیایی با برنده شدن در مسابقات تنیس انفرادی زنان که در روز ۱۱ ژوئیه برگزار شد، اولین زنی نام گرفت که در رقابت انفرادی قهرمان شد. ورزش تنیس و گلف تنها رشته ورزشی بودند که زنان می‌توانستند در بخش انفرادی به رقابت بپردازند. در بازی‌های المپیک ۱۹۰۰، ۲۲ زن به رقابت پرداختند که ۲٫۲ درصد از کل شرکت کنندگان در مسابقات بود. زنان در کنار قایق‌رانی، تنیس و گلف توانستند در بخش کروکت به رقابت بپردازند.

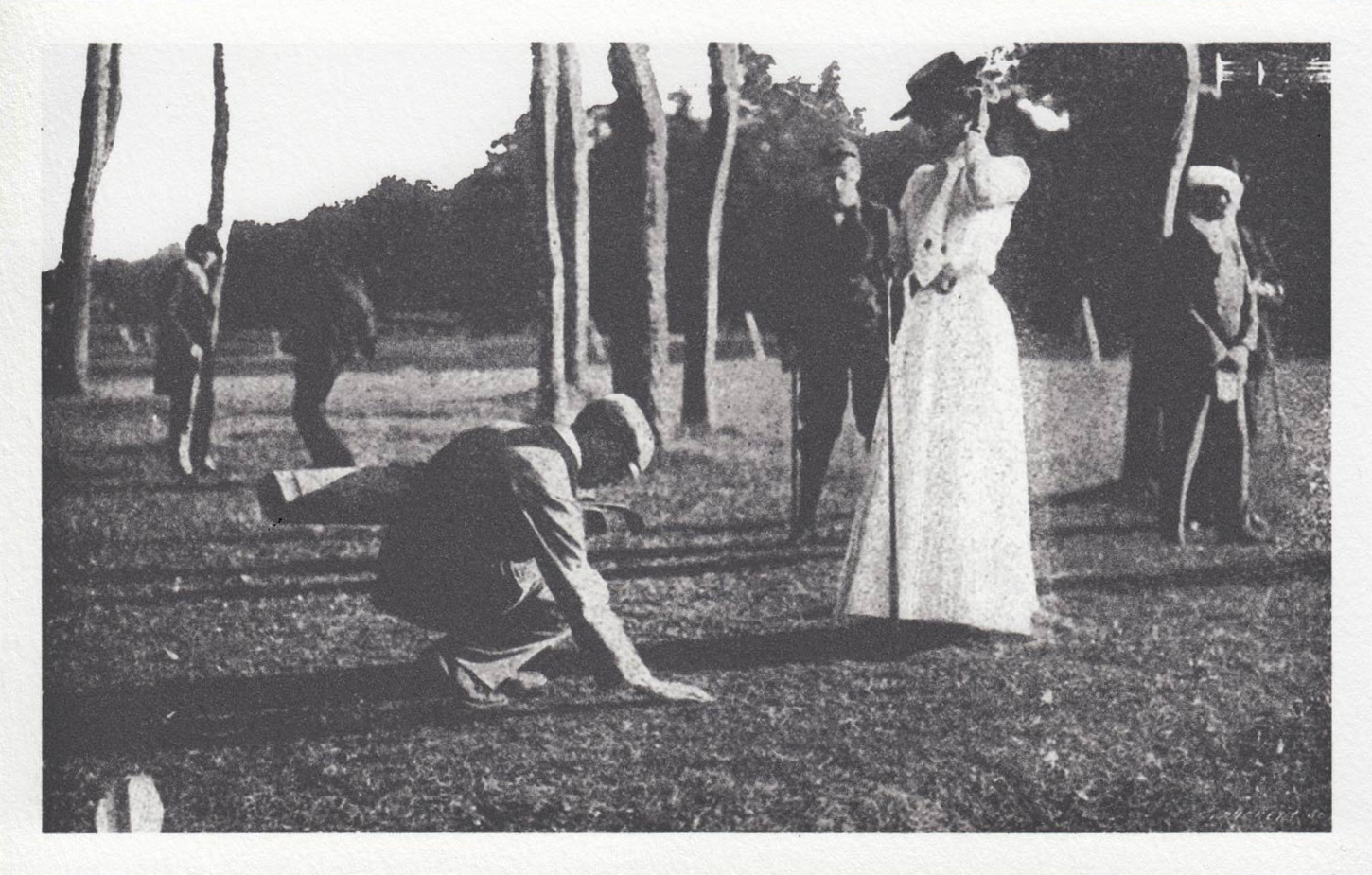
مارگارت ابوت در حال به رقابت پرداختن در بخش گلف زنان بازی‌های المپیک ۱۹۰۰، در شهر کومپین فرانسه.

این اولین باری بود که زنان در بازی‌های المپیک به رقابت می‌پرداختند. در رده زنان، مارگارت ابوت از باشگاه گلف شیکاگو قهرمان شد. او با زدن ۴۷ ضربه اول شد و اولین زن آمریکایی برنده مدال طلا در بازی‌های المپیک نام گرفت، هر چند به جای اهداء مدال به او، پیاله چینی طلا کاری شده داده شد. او همچنین دومین زن آمریکایی لقب گرفت که توانست در بازی‌های المپیک مدال کسب کند. همچنین ماری ابوت، مادر مارگارت ابوت در این بازی‌ها به رقابت پرداخت و با ۶۵ ضربه در مقام هفتم قرار گرفت. آنها اولین و تنها مادر و دختری نام گرفتند که همزمان در یک رویداد المپیک به رقابت پرداختند. مارگارت هرگز نمی‌دانست که آنها در المپیک به رقابت پرداخته‌اند بلکه تصور کرده بود که یک تورنمنت معمولی گلف است و بدون اینکه چیزی بداند به دیار باقی شتافت. موفقیت تاریخی او تا هنگامی که پائولا ولش، استاد دانشگاه فلوریدا مبادرت به تحقیق پیرامون تاریخچه المپیک کرد و متوجه شد که مارگارت ابوت اولین زن آمریکایی برنده مدال طلا است، مشخص نبود. بعد از مدتی او با فرزندان ابوت تماس گرفت و آنها را از این موفقیت مادرشان مطلع ساخت.
جین مولن (Jane Moulin) و اِلویرا گِوِرا در مسابقات اسب‌سواری بخش ترکیبی هک و هانتر (hacks and hunter combined) بازی‌های ۱۹۰۰ به رقابت پرداختند. در ابتدا تنها مسابقات پرش با اسب به عنوان «المپیک» قلمداد می‌شد ولی کمیته بین‌المللی المپیک با افزودن بخش هک و هانتر، و همچنین میل کوچ (mail coach) به فهرست رسمی مسابقات ۱۹۰۰، با در نظر گرفتن عطف به ماسبق، مولِن و گِوِرا در بین اولین زنان حاضر در المپیک قرار گرفتند.

### ۱۹۰۴–۱۹۱۶

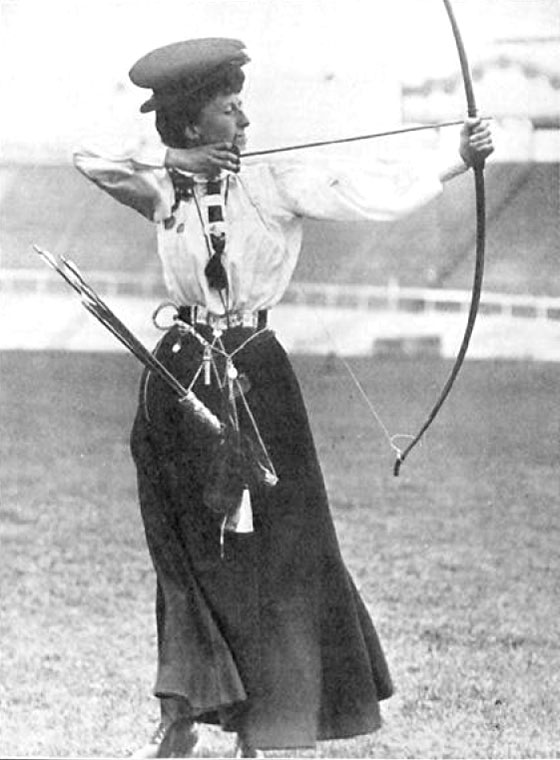
کویینی نیوال در رشته تیراندازی با کمان بازی‌های لندن ۱۹۰۸ به رقابت پرداخت.

در المپیک ۱۹۰۴، مسابقات تیراندازی با کمان به رقابت‌ها اضافه شد که گامی مهم برای حضور زنان در مسابقات المپیک بود.
در زمان برگزاری المپیک ۱۹۰۸ لندن، ۳۷ ورزشکار زن در رشته‌های تیراندازی با کمان، تنیس و پاتیناژ به رقابت پرداختند. این امر نمایانگر مشارکت رو به رشد ولی همچنان محدود زنان در بازی‌ها بود.
با در پیش بودن المپیک ۱۹۱۲ استکهلم، حضور زنان به ۴۷ نفر افزایش یافت و رشته‌های ورزشی مانند شنا و شیرجه مرسوم شدند. اگر چه رشته‌های پاتیناژ و تیراندازی با کمان در این دوره از رقابت‌ها حذف شد. علیرغم این تغییرات، مسابقات هنری جزو رویدادهای المپیک استکهلم ۱۹۱۲ قرار داشت که حضور زنان در آن آزاد بود، اگر چه اطلاعات سابقه شرکت کنندگان به‌طور دائم نگهداری نمی‌شد. روند پیشرفت حضور زنان تا رقابت‌های استکهلم ۱۹۱۲ نمایانگر گسترش تدریجی هم از لحاظ تعداد رشته‌های ورزشی و هم ورزشکاران حاضر در رقابت‌ها است، اگر چه با مشارکت فراگیری که در بازی‌های المپیک امروزی می‌بینیم فاصله زیادی داشت. این سالهای ابتدایی گامهای بنیادین برای ورزش زنان در المپیک بود که بازتاب دهنده تغییر جهت اجتماعی به سمت برابری جنسیتی بیشتر در مسابقات ورزشی است.
المپیک تابستانی ۱۹۱۶ قرار بود در برلین برگزار شود ولی به دنبال آغاز جنگ جهانی اول لغو گردید.

### ۱۹۲۰–۱۹۲۸

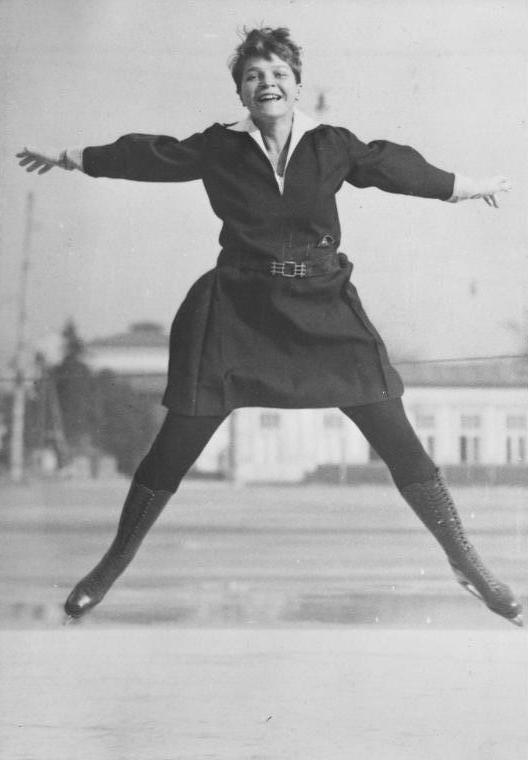
هرما تسابو اتریشی اجرا کننده پاتیناژ بود و اولین زن در تاریخ نام گرفت که توانست در این رشته مدال طلای المپیک را در سال ۱۹۲۴ کسب کند.

در سال ۱۹۲۰، ۶۵ زن در بازی‌های المپیک به رقابت پرداختند. رشته تیراندازی با کمان دوباره به برنامه رقابت‌ها اضافه شد.
در المپیک ۱۹۲۴ پاریس، ۱۳۵ ورزشکار زن به رقابت پرداختند. در المپیک تابستانی ۱۹۲۴ که در پاریس برگزار شد، رشته شمشیر بازی زنان برای اولین بار به رقابت‌ها افزوده شد که الین اوسیه دانمارکی مدال طلای آغازین را کسب کرد. رشته تیراندازی با کمان دوباره از برنامه رقابت‌ها حذف شد. دوروتی مارگارت استوارت به اولین زنی تبدیل شد که در بخش هنری صاحب مدال شد، او در دسته ژانرهای ادبیات (Mixed Literature) مدال نقره دریافت کرد.
در سال ۱۹۲۴، اولین دوره المپیک زمستانی برگزار شد و مسابقات زنان تنها در رشته پاتیناژ برگزار شد. هرما تسابو به اولین زنی تبدیل شد که توانست در مسابقات المپیک زمستانی در مسابقات انفرادی بانوان به مقام قهرمانی برسد.

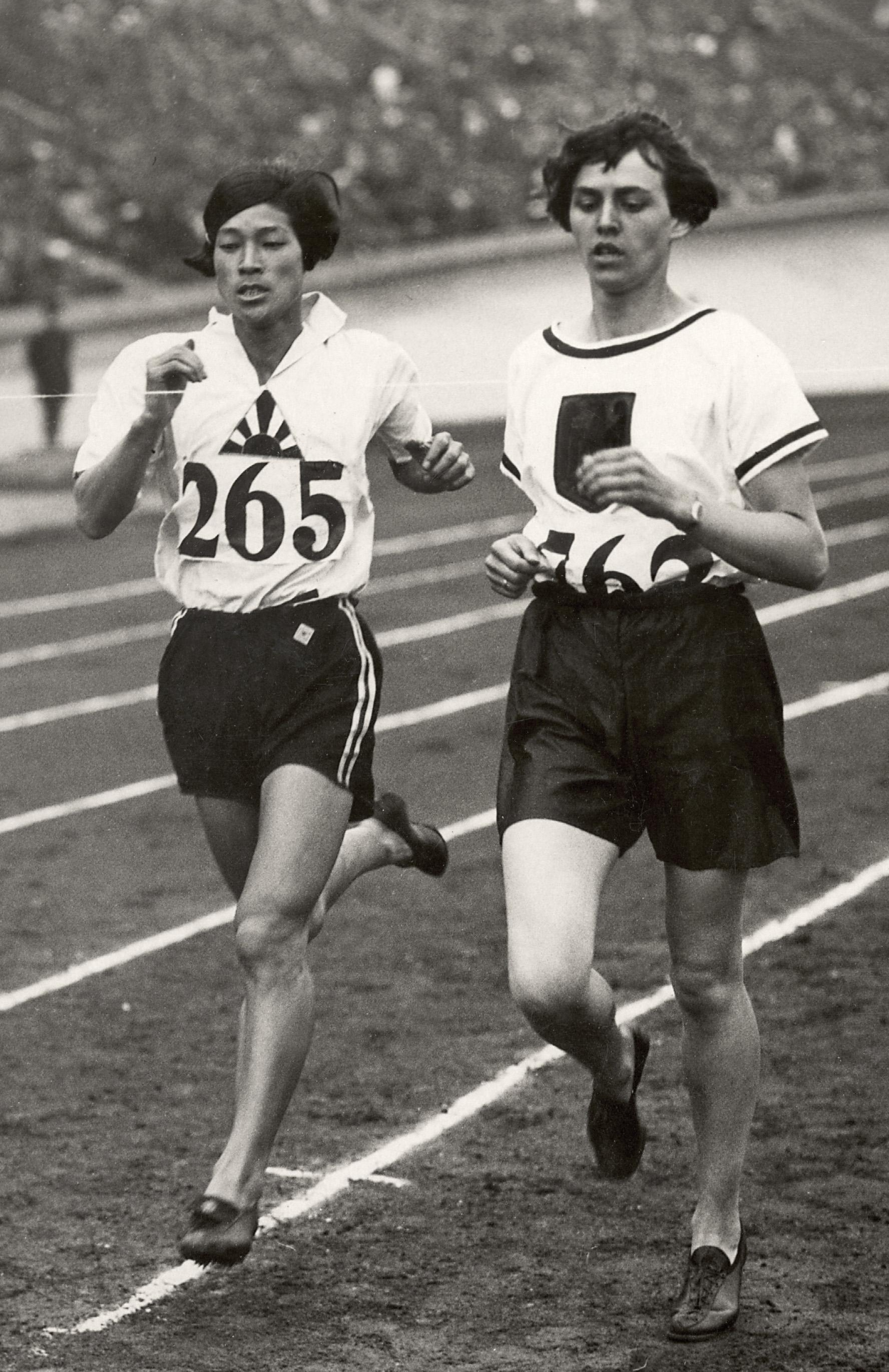
کینیو هیتومی در المپیک ۱۹۲۸ آمستردام، در بخش دو ۸۰۰ متر زنان به مدال نقره دست یافت. اولین زن از آسیا بود که توانست برنده مدال المپیک شود.

المپیک زمستانی ۱۹۲۸ در سنت موریتز برگزار شد و هیچ تغییری در مسابقات زنان صورت نگرفت. سونیا هنی با پانزده سال سن، در افتتاحیه سه مدال طلای المپیک را کسب کرد. در المپیک تابستانی ۱۹۲۸ آمستردام در بخش دو ۸۰۰ متر که به تازگی برای زنان به مسابقات افزوده شده بود، لینا رادکه (فرد سمت راست در تصویر) قهرمان شد، به خاطر اینکه این بخش از مسابقات برای زنان نامناسب تشخیص داده شد تا سال ۱۹۶۰ دیگر جزو مسابقات در نظر گرفته نشد. در این سال همچنین شاهد افزایش حضور زنان ورزشکار، از کمتر از ۵ درصد کل ورزشکاران در سال‌های قبل به ۱۰ درصد در سال ۱۹۲۸ بود.
در رقابت‌های المپیک تابستانی ۱۹۲۸، رشته‌های دو و میدانی و ژیمناستیک زنان برای اولین بار به برنامه بازی‌های اضافه شد. در دو و میدانی، زنان در بخش‌های ۱۰۰ متر، ۸۰۰ متر، ۴ در ۱۰۰ متر امدادی، پرش ارتفاع و پرتاب دیسک به رقابت پرداختند. مسابقه دو ۸۰۰ متر به خاطر اینکه بسیاری از شرکت کنندگان وامانده شده بودند یا نتوانستند به خط پایان برسند چالش‌برانگیز شد. در نتیجه، کمیته بین‌المللی المپیک تصمیم گرفت تا بخش دو ۸۰۰ متر را از برنامه بازی‌ها حذف کند و تا سال ۱۹۶۰ که دوباره به برنامه بازی‌های افزوده شد، این بخش جزو بازی‌ها قرار نداشت. هالینا کونوپاسکا از لهستان با قرارگیری در جایگاه نخست در بخش پرتاب دیسک، به اولین زنی تبدیل شد که توانست در رشته دو و میدانی المپیک قهرمان شود. در مسابقات ژیمناستیک تیم هلند که میزبان بازی‌ها بود اولین مدال طلای زنان را در این رشته کسب کرد. رشته تنیس از برنامه مسابقات حذف شده بود.

### ۱۹۳۲–۱۹۳۶
المپیک تابستانی ۱۹۳۲ که در لس آنجلس برگزار شد بسیار مهم بود، رشته‌های پرتاب نیزه و ۸۰ متر با مانع برای اولین بار وارد برنامه بازی‌ها شد که دورنمای ورزشی را گسترش داد. یک بخش جالب توجه مربوط به بیب دیدریکسون زاهاریاس ورزشکار آمریکایی بود که دو مدال طلا در رشته‌های پرتاب نیزه و ۸۰ متر با مانع، و نیز یک مدال نقره در پرش ارتفاع کسب کرد که باعث توجه فراوان به رشته دو و میدانی زنان شد. چهار سال بعد در المپیک زمستانی ۱۹۳۶ که در شهر گارمیش-پارتنکیرشن برگزار شد، زنان برای اولین بار در رشته اسکی آلپاین ترکیبی به رقابت پرداختند که کریستل کرانتس از آلمان مدال طلا را در روز افتتاحیه کسب کرد، این امر گام مهم رو به جلویی برای حضور زنان در المپیک زمستانی بود. در المپیک تابستانی ۱۹۳۶ که در برلین برگزار شد این پیشرفت با قرار گرفتن دوباره رشته ژیمناستیک در برنامه رقابت‌های زنان تداوم یافت و تعهد به فراگیری و تنوع در رشته‌های ورزشی را به نمایش گذاشت. این نقاط عطف در مسیر المپیک بر ماهیت در حال تکامل بازی‌ها تأکید دارد که به‌طور مدام در تلاش است تا تمام ورزشکاران با هر سابقه و جنس در جهان را دربر گرفته و اجازه خودنمایی دهد. نکته قابل ملاحظه المپیک تابستانی ۱۹۳۶ مربوط به فانی بلانکرس-کون دونده هلندی بود که توانست در چهار بخش ۱۰۰ متر، ۲۰۰ متر، ۴ در ۱۰۰ متر امدادی، ۴ در ۴۰۰ متر امدادی مدال طلا کسب کند و ماهیت رو به رشد رقابت در ورزشکاران زن را به نمایش بگذارد.

### ۱۹۴۰–۱۹۴۴
طبق برنامه قبلی قرار بود المپیک زمستانی ۱۹۴۰ در شهر ساپورو ژاپن، المپیک تابستانی ۱۹۴۰ در توکیو، المپیک زمستانی ۱۹۴۴ در کورتینا دامپتزو ایتالیا و المپیک تابستانی ۱۹۴۴ در لندن برگزار شود که به علت وقوع جنگ جهانی دوم لغو شدند. شش ورزشکار زن المپیک در اتفاقات مرتبط با درگیری جنگ جهانی دوم از دنیا رفتند که مشخصات آنها در جدول ذیل ذکر شده است.
| نام ورزشکار              | کشور  | رشته ورزشی | سال حضور در المپیک | مدال |
| ------------------------ | ----- | ---------- | ------------------ | ---- |
| استلا آگستریب            | هلند  | ژیمناستیک  | ۱۹۲۸               |      |
| دوروتا کورینگ            | آلمان | تنیس       | ۱۹۱۲               |      |
| هلنا نوردهیم             | هلند  | ژیمناستیک  | ۱۹۲۸               |      |
| آنت درسدن-پولاک          | هلند  | ژیمناستیک  | ۱۹۲۸               |      |
| یود سیمونز               | هلند  | ژیمناستیک  | ۱۹۲۸               |      |
| Hildegarde Švarce-Gešela | لتونی | پاتیناژ    | ۱۹۳۶               |      |

### ۱۹۴۸–۱۹۵۶

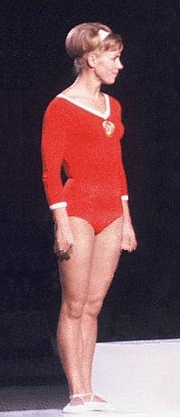
لاریسا لاتینینا در مراسم اهداء جوایز در المپیک ۱۹۶۴

در المپیک زمستانی ۱۹۴۸ که در شهر سنت موریتز، سوئیس برگزار شد زنان برای اولین بار در رشته اسکی سرعت و اسکی مارپیچ به رقابت پرداختند، این در حالی بود که در المپیک زمستانی ۱۹۳۶ تنها در رشته  اسکی ترکیبی مسابقه داده بودند. در سال ۱۹۴۸، زنان همانند مردان در تمام رشته‌های اسکی به رقابت پرداختند. باربارا آن اسکات از کانادا در مسابقات پاتیناژ انفرادی بانوان به مقام قهرمانی رسید، این اولین بار بود که یک ورزشکار غیر اروپایی در این رشته مدال طلا را کسب کرد. در المپیک تابستانی ۱۹۴۸ که در لندن برگزار شد، زنان برای اولین بار در بخش قایق‌رانی به رقابت پرداختند. زنان در رشته  ۵۰۰K-1 متر مسابقه دادند. آلیس کوچمن در رشته پرش ارتفاع زنان در المپیک تابستانی ۱۹۴۸ صاحب مدال طلا شد، او اولین زن سیاه‌پوست آفریقایی‌تبار (Black woman) بود که توانست برای ایالات متحده مدال طلا کسب کند. در المپیک زمستانی ۱۹۵۲ که در اسلو برگزار شد، زنان برای اولین بار در رشته اسکی صحرانوردی به رقابت پرداختند. آنها در بخش مسافت ۱۰ کیلومتر مسابقه دادند. در المپیک تابستانی ۱۹۵۲ که در هلسینکی برگزار گردید، برای اولین بار زنان اجازه یافتند در رشته سوارکاری به رقابت بپردازند. آنها در بخش درساژ، که هم مردان و هم زنان در آن حضور داشتند، مسابقه دادند. سوارکار زن از دانمارک به نام لیس هرتل، در بخش مسابقه انفرادی که مردان هم در آن به رقابت پرداختند برنده مدال نقره شد. در المپیک زمستانی ۱۹۵۶ که در کورتینا دامپزو برگزار شد، مسابقه اسکی ۳ در ۵ کیلومتر صحرانوردی امدادی به برنامه رقابت‌ها اضافه شد. المپیک تابستانی ۱۹۵۶ که در ملبورن برگزار شد بدون هیچ تغییری در برنامه رقابت‌ها، همانند دوره قبل برگزار شد.

### ۱۹۶۰–۱۹۶۸
اسکیت سرعت در رده زنان، برای اولین بار در المپیک زمستانی ۱۹۶۰ که در شهر اسکو ولی برگزار شد، در برنامه بازی‌ها قرار گرفت. هلگا هازه نماینده تیم متحد آلمان در بخش ۵۰۰ متر زنان اولین مدال طلای زنان در این رشته را کسب کرد. در المپیک زمستانی ۱۹۶۴ که در اینسبروک برگزار شد، مسابقه اسکی صحرانوردی ۵ کیلومتر زنان برای اولین بار انجام گرفت. در المپیک تابستانی ۱۹۶۴ که در توکیو برگزار گردید، رشته والیبال زنان برای اولین بار وارد برنامه مسابقات المپیک شد که تیم ژاپن میزبان، مدال طلا را کسب کرد. در المپیک ۱۹۶۴ ژاپن، زنان ۱۳ درصد از افراد شرکت کننده در مسابقات را تشکیل دادند. در المپیک تابستانی ۱۹۶۸ که در مکزیکوسیتی برگزار شد، زنان برای اولین بار در رشته تیراندازی به رقابت پرداختند. زنان همراه با مردان به صورت مختلط به رقابت پرداختند و مجاز بودند در تمام هفت رشته شرکت کنند. ویژگی این بازی‌ها دستاوردهای قابل توجه ورزشکاران زن بود که می‌توان از جمله این موارد به ویرا چاسلاوسکا در رشته ژیمناستیک با کسب ۴ مدال طلا و شناگر دبی میر به خاطر عملکرد قابل توجه او اشاره کرد. انریکتا باسیلیو اولین زنی بود که با مشعل پاتیل المپیک را روشن کرد. او در روز ۱۲ اکتبر ۱۹۶۸ هنگام المپیک تابستانی ۱۹۶۸ آخرین مشعل‌دار المپیک بود.

### ۱۹۷۲–۱۹۸۰

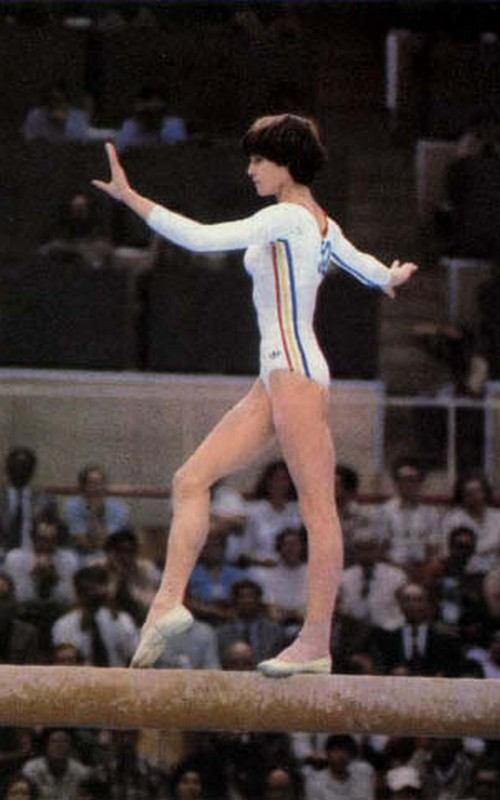
نادیا کومانچی، در حال اجرا روی چوب موازنه، ۱۹۸۰

در المپیک زمستانی ۱۹۷۲ که در ساپورو برگزار شد هیچ تغییری در برنامه بازی‌های زنان به وجود نیامد. در المپیک تابستانی ۱۹۷۲ که در مونیخ برگزار شد رشته تیراندازی با کمان بعد از سال ۱۹۲۰ دوباره به برنامه رقابت‌ها اضافه شد. در المپیک زمستانی ۱۹۷۶ که در اینسبروک برگزار شد، بخش رقص روی یخ به برنامه افزوده شد. در المپیک تابستانی ۱۹۷۶ که در مونترال برگزار شد، زنان در سه مسابقه جدید به رقابت پرداختند. زنان برای اولین بار در رشته‌های بسکتبال و هندبال مسابقه دادند. همچنین زنان برای اولین بار در روئینگ در شش رشته از هشت رشته این بخش، به رقابت پرداختند. نادیا کومانچی از رومانی در رشته ژیمناستیک، در المپیک مونترال ۱۹۷۶ با کسب امتیاز کامل ۱۰ برای اولین بار در رشته ژیمناستیک المپیک، تاریخ ساز شد. اجرای چشمگیر او که هفت امتیاز کامل و سه مدال طلا را به دنبال داشت، وجهه جهانی ژیمناستیک زنان را ارتقا داد. موفقیت‌های کومانچی، استانداردهای جدیدی در ورزش برقرار کرد و الهام بخش نسل‌های آینده رشته ژیمناستیک شد. در المپیک زمستانی ۱۹۸۰ که در لیک پلاسید برگزار شد، هیچ مسابقه جدیدی در بخش زنان اضافه نشد. در المپیک تابستانی ۱۹۸۰ که در مسکو برگزار گردید، برای اولین بار زنان در رشته هاکی روی چمن به رقابت پرداختند. تیم زیمبابوه که هیچ شانسی برای قهرمانی نداشت، با قهرمانی کسب مدال طلا اتفاق مهمی را رقم زد که همچنین اولین مدال المپیک این کشور بود. هر چند این دوره از المپیک به علت تحریم برخی کشورها به سردمداری ایالات متحده، که به دلیل اعتراض به تهاجم شوروی به افغانستان انجام گرفت، خدشه دار شد.

### ۱۹۸۴–۱۹۹۲

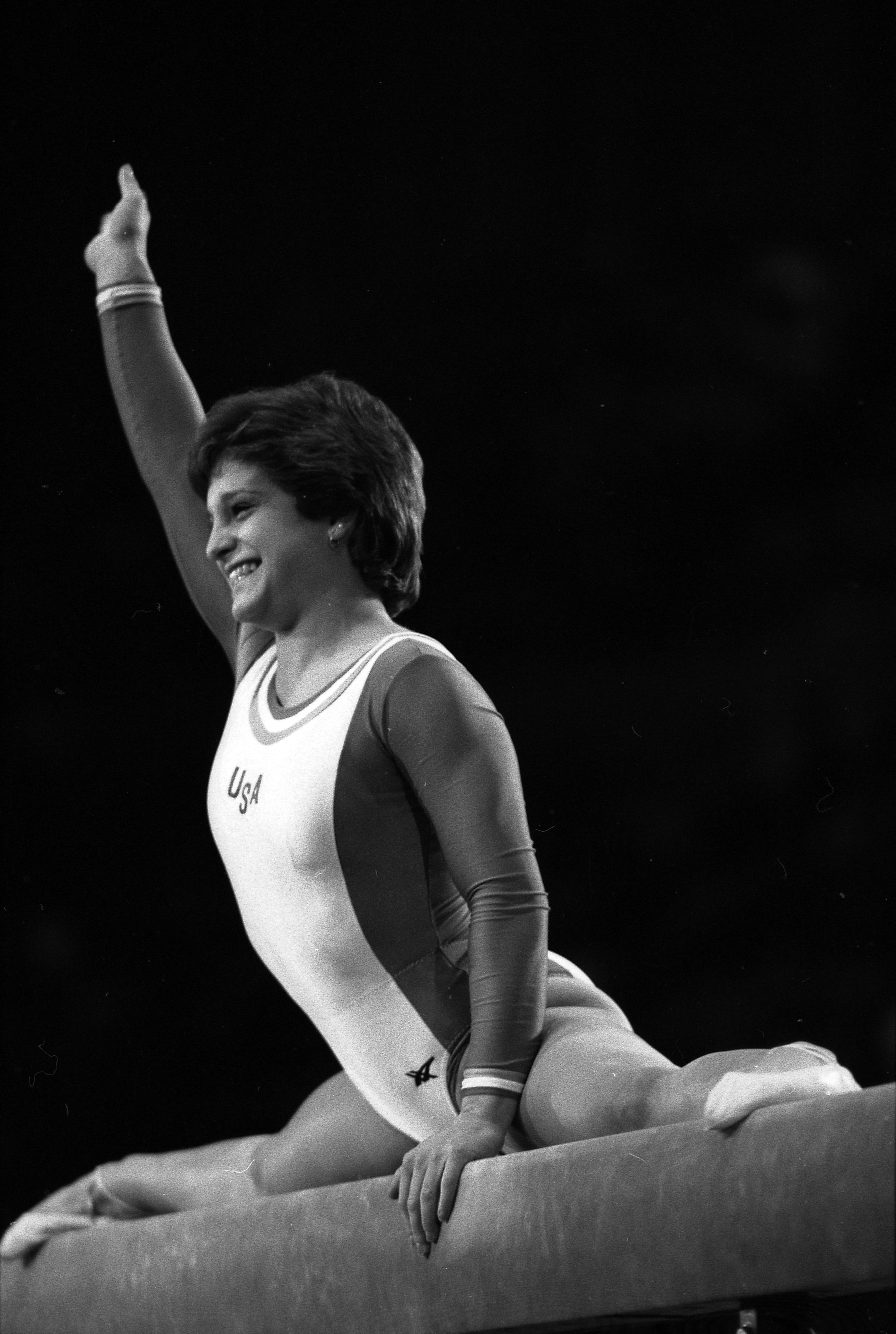
مری لو رتون در حال اجرای حرکت اسپلیت روی چوب موازنه، سال ۱۹۸۵.

در المپیک زمستانی ۱۹۸۴ که در شهر سارایوو برگزار شد، مسابقه اسکی صحرانوردی ۲۰ کیلومتر زنان به برنامه رقابت‌ها اضافه شد. ماریا-لیسا کیروسنیمی با کسب مدال طلا و عنوان قهرمانی در سه مسافت از این رشته، تسلط خود را نشان داد.
در المپیک تابستانی ۱۹۸۴ لس آنجلس، زنان در چند رویداد جدید شرکت کردند. بخش شنای موزون برای اولین بار وارد برنامه بازی‌های المپیک شد و تنها زنان در این بخش برنامه اجرا کردند. آمریکا، کشور میزبان بازی‌ها در هر دو بخش انفرادی و دو نفره مدال طلا را به دست آورد. رشته دوچرخه سواری زنان برای اولین بار به برنامه رقابت‌های المپیک اضافه شد، زنان در بخش جاده به رقابت پرداختند. در این بخش کانی کارپنتر-فینی آمریکایی مدال طلا را کسب کرد. همچنین ژیمناستیک ریتمیک برای اولین بار به رویدادها افزوده شد که تنها زنان به رقابت پرداختند، در این بخش لوری فونگ از کانادا مقام نخست را کسب کرد. همچنین ماراتن زنان برای اولین بار در برنامه مسابقات المپیک قرار گرفت و جون بنویت از آمریکا، با ثبت زمان دو ساعت و بیست و چهار دقیقه و پنجاه و دو ثانیه، مدال طلا را کسب کرد که تا چند سال قبل از آن، بسیاری از افراد آن را در بخش زنان غیرممکن می‌پنداشتند. در این دوره از المپیک در رشته تیراندازی برای اولین بار زنان با یکدیگر به رقابت پرداختند. این دوره از مسابقات المپیک توسط اتحاد جماهیر شوروی و کشورهای اقماری آن تحریم شد. در المپیک ۱۹۸۴، زنان ۲۳ درصد از شرکت کنندگان در رقابت‌ها را تشکیل دادند.
در المپیک زمستانی ۱۹۸۸ که در شهر کلگری برگزار شد هیچ تغییری در برنامه مسابقات به وجود نیامد. در المپیک تابستانی ۱۹۹۸ که در سئول برگزار گردید رشته تنیس روی میز برای اولین مرتبه در هر دو رده زنان و مردان به بازی‌های المپیک اضافه شد. آنها در بخش‌های انفرادی و دو نفره به رقابت پرداختند. همچنین یک مسابقه قایق‌رانی ویژه زنان با عنوان رشته ۴۷۰ زنان برای اولین بار برگزار شد. برای اولین بار زنان در مسابقه دوچرخه‌سواری پیست، بخش اسپرینت به رقابت پرداختند.

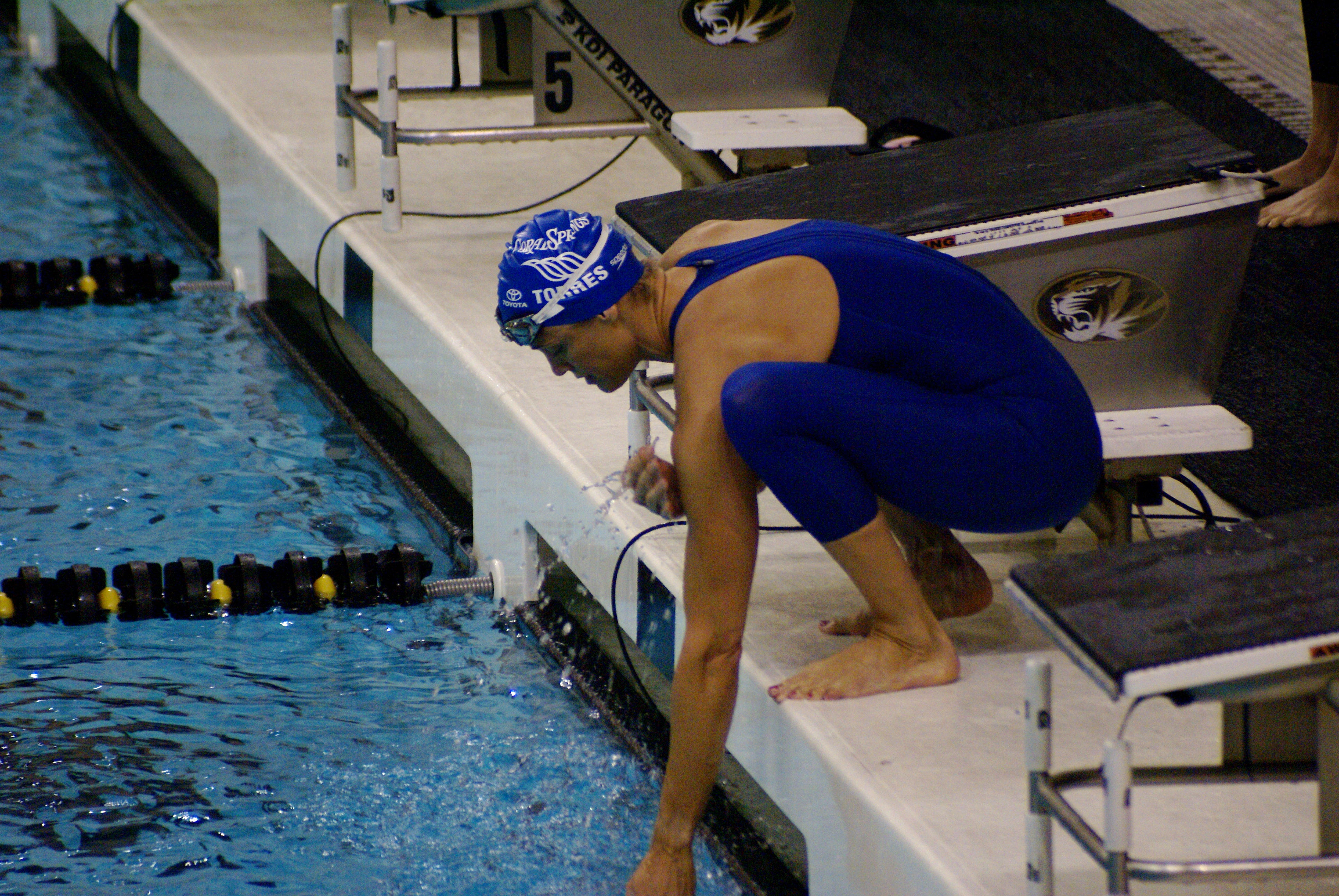
دارا تورس نه تنها به خاطر موفقیت‌های ورزشی خود مشهور شد بلکه به خاطر به چالش کشیدن عرف سنی در ورزش‌های رقابتی نامور گردید.

در سال ۱۹۹۱، کمیته بین‌المللی المپیک تمام رشته‌های ورزشی جدید که متقاضی قرار گرفتن در مسابقات المپیک و به رسمیت شناخته شدن توسط آن هستند را ملزم ساخت تا زنان هم در آن رشته به رقابت بپردازند. اگر چه این قانون تنها در مورد ورزش‌های جدید که خواهان به رسمیت شناخته شدن توسط المپیک و قرار گرفتن در برنامه بازی‌ها هستند اعمال می‌شود. این امر بدین مفهوم است که هر رشته ورزشی که قبل از سال ۱۹۹۱ در برنامه بازی‌های المپیک گنجانده شده بود بنا بر صلاحدید فدراسیون ورزشی می‌توانست همچنان بدون رده زنان در برنامه بازی‌های قرار گیرد. در المپیک زمستانی ۱۹۹۲ که در شهر آلبرت‌ویل برگزار شد، زنان برای اولین بار در رشته ورزش دوگانه به رقابت پرداختند. ورزشکاران در بخش‌های انفرادی، اسپرینت و امدادی مسابقه دادند. همچنین اسکیت نمایشی برای اولین بار به عنوان مسابقه، در بازی‌های ۱۹۹۲ قرار گرفت که زنان در بخش مگول به رقابت پرداختند. اسکیت سرعت مسیر کوتاه برای اولین بار جزو مسابقات قرار گرفت. زنان در ۵۰۰ متر و ۳۰۰۰ متر امدادی به رقابت پرداختند. در المپیک تابستانی ۱۹۹۲ که در بارسلونا برگزار شد، رشته بدمینتون برای اولین بار در برنامه بازی‌های المپیک قرار گرفت. زنان در بخش‌های انفرادی و دو نفره به رقابت پرداختند. زنان همچنین برای اولین بار در رشته جودو برای اولین بار در این بازی‌ها مسابقه دادند. ۳۵ کشور هنوز تنها گروه مردان را به این بازی‌ها می‌فرستادند.

### ۱۹۹۴–۲۰۰۲

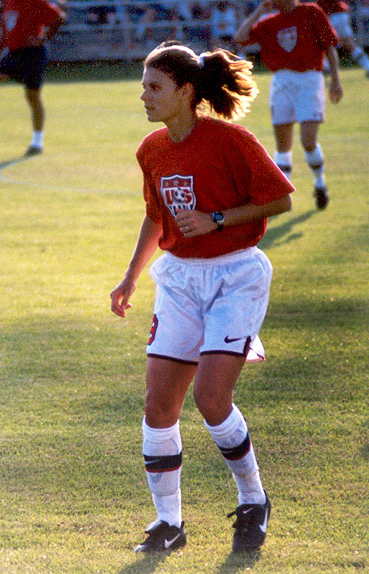
میا هام در حال گرم کردن قبل از مسابقه، ۱۹۹۸

در المپیک زمستانی ۱۹۹۴ که در شهر لیلهامر برگزار شد، بخش آریال اسکی نمایشی به‌طور رسمی وارد رقابت‌ها شد. لینا چریازووا از ازبکستان صاحب مدال طلا شد و تا آن دوره یگانه ورزشکار کشورش بود که در بازی‌های المپیک زمستانی صاحب مدال شده بود.

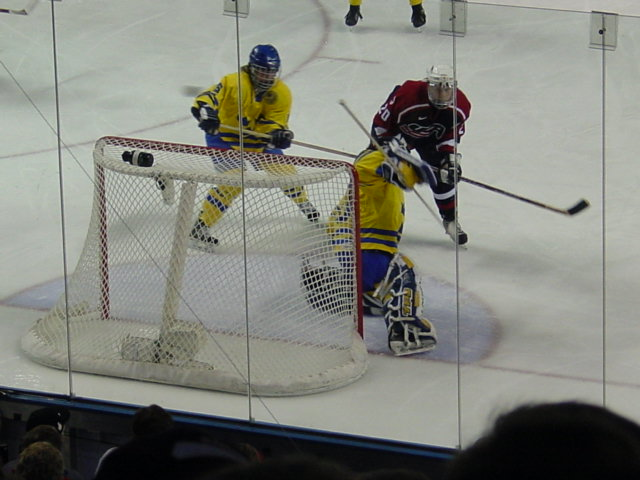
بازی سوئد و ایالات متحده در رشته هاکی روی یخ در المپیک زمستانی ۲۰۰۲

ترفیع زنان به پیام اصلی کمیته بین‌المللی المپیک تبدیل شد و در منشور المپیک گنجانده شد. در المپیک ۱۹۹۶ آتلانتا این تعهد مشهود بود زیرا نسبت شرکت کنندگان زن در رقابت‌ها به ۲۶ درصد افزایش یافت. المپیک ۱۹۹۶ در آتلانتا نقطه عطفی در رشته‌های سافتبال و فوتبال زنان بود، به خاطر اینکه برای اولین بار به عنوان یک رشته ورزشی در برنامه رقابت‌های المپیک قرار گرفت. تیم ملی فوتبال زنان آمریکا در یک فینال هیجان انگیز با پیروز شدن برابر چین، مدال طلا را تصاحب کرد.
در المپیک زمستانی ۱۹۹۸ که در شهر ناگانو برگزار شد، زنان برای اولین بار در رشته‌های هاکی روی یخ (با کسب مدال طلا توسط ایالات متحده آمریکا) و کرلینگ (با کسب مدال طلا توسط کانادا) به رقابت پرداختند. رقابت‌های جدید متعددی در المپیک تابستانی ۲۰۰۰ در سیدنی اولین حضور خود را به نمایش گذاشتند. رشته‌های وزنه‌برداری، پنج‌گانه مدرن، تکواندو، ورزش سه‌گانه، ترامپولین برای اولین بار مسابقات آنها در استرالیا برگزار شد. در المپیک زمستانی ۲۰۰۲ که در سالت لیک سیتی برگزار شد، رقابت سورتمه‌سری زنان برای اولین بار انجام شد. جیل بکن و وونتا فلاورز از ایالات متحده آمریکا در تنها بخش از رشته سورتمه‌سُری بازی‌های ۲۰۰۲ که برای زنان برگزار شد در بخش دو نفره زنان مدال طلا را کسب کردند.

### ۲۰۰۴–۲۰۱۲

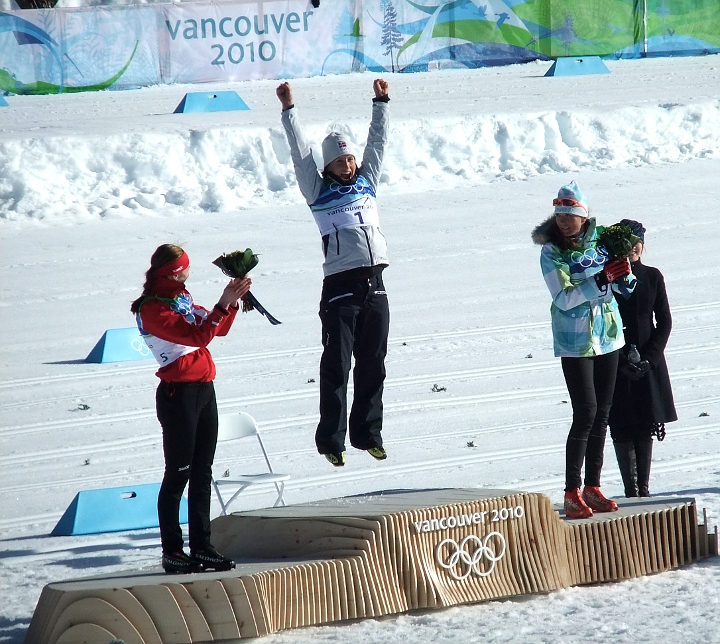
ماریت بیورگن از نروژ در حال خوشحالی به خاطر کسب مدال طلا در رشته اسکی صحرانوردی در بخش اسپرینت، المپیک زمستانی ۲۰۱۰

از سال ۲۰۰۴ تا ۲۰۱۲، بازی‌های المپیک شاهد پیشرفت‌های بسیار مهمی در بخش زنان بود که نماد دوره تحول در جهت مشارکت بیشتر و یکسان‌نگری جنسیتی بود. المپیک تابستانی ۲۰۰۴ برای اولین بار در تاریخ، کشتی زنان و بخش سابر در رشته شمشیر بازی را رقم زد، وفق اینکه ورزشکاران زن افغانستان به دنبال منع شدن در سال ۲۰۰۰، برای اولین بار در بازی‌ها به رقابت پرداختند. این نقاط عطف نه تنها گستره ورزش‌های در دسترس زنان در المپیک را افزایش داد بلکه موانع فرهنگی را به چالش کشید، نمونه‌ای از آن کسب مدال طلا توسط ماریل زاگونیس از ایالات متحده در بخش سابر رشته شمشیربازی بود که توانایی ورزشی زنان در صحنه جهانی را به نمایش گذاشت. در سال ۲۰۰۴، زنان افغانستان بعد از محرومیت در المپیک سیدنی توسط کمیته ملی المپیک به خاطر مخالفت با حضور زنان در ورزش توسط حکومت طالبان، برای اولین بار در تاریخ این کشور در بازی‌های المپیک به رقابت پرداختند.
در المپیک تابستانی ۲۰۰۸، اضافه شدن رقابت‌های دوچرخه‌سواری بی‌ام‌ایکس، ۳۰۰۰ متر با مانع زنان و شنای ماراتن ۱۰ کیلومتر تنوع بیشتری به بازی‌ها بخشید و بستر جدیدی برای درخشش ورزشکاران زن فراهم کرد. تنها رشته‌های بیسبال و بوکس باقی مانده بود که زنان هنوز نتوانسته بودند در آنها به رقابت بپردازند.

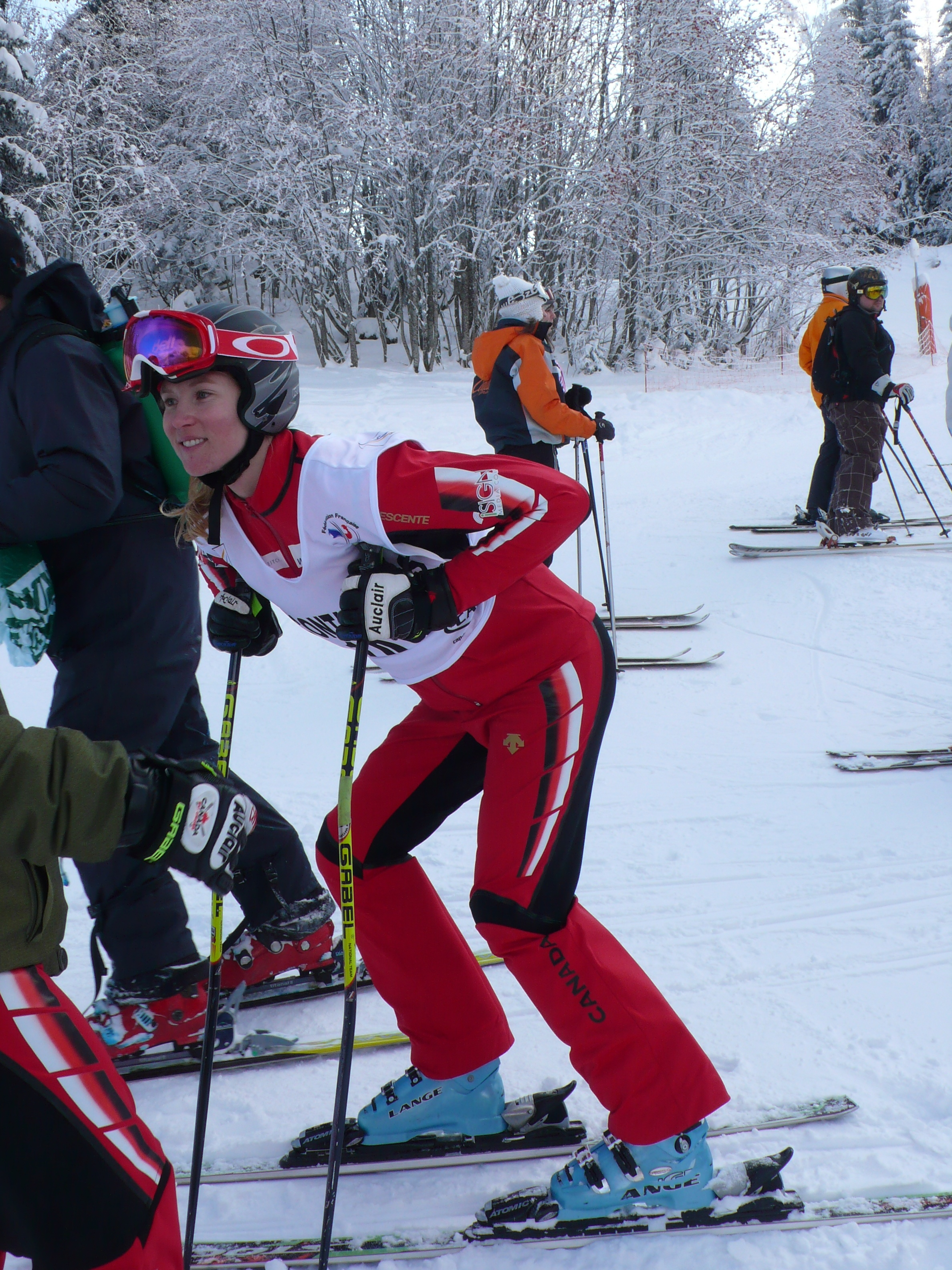
اشلی مک آیور اولین زنی بود که در رقابت‌های اسکی کراس صاحب مدال طلا شد.

در المپیک زمستانی ۲۰۱۰ این روند تداوم یافت و برای اولین بار اسکی کراس در هر دو رده مردان و زنان به بازی‌ها اضافه شد، هر چند به علت جلوگیری از مسابقه اسکی پرش زنان به خاطر دلواپسی مشارکت، مشاجراتی رخ داد. اشلی مک آیور از کانادا اولین مدال طلا در این رشته را در رده زنان کسب کرد. هنگامی که بخش اسکی پرش به خاطر تعداد کم ورزشکاران و کشورهای شرکت کننده توسط کمیته ملی المپیک از برنامه بازی‌ها حذف شد، مشاجراتی درگرفت. جمعی متشکل از پانزده زن آماده رقابت در بخش اسکی پرش، پرونده دادخواستی را علیه کمیته سازمان‌دهی ونکوور در بازی‌های المپیک و پاراالمپیک زمستانی ۲۰۱۰ به دلیل تخطی این کمیته از منشور حقوق و آزادی‌های کانادا تشکیل دادند چون که مردان در همان بخش به رقابت پرداختند. این طرح دعوی با حکم قاضی، مبنی بر اینکه وضعیت توسط منشور تعیین نمی‌شد، به شکست انجامید.
در المپیک تابستانی ۲۰۱۲ با افزوده شدن رشته بوکس زنان برای اولین بار به بازی‌های المپیک، گام بلندی برای برابری جنسیتی برداشته شد. این امر که با تصمیم کمیته ملی المپیک مبنی بر حذف رشته بیسبال از برنامه بازی‌های ۲۰۱۲ همراه بود، بدین مفهوم بود که زنان برای اولین بار در بازی‌های المپیک تابستانی، در تمام رشته‌های ورزشی به رقابت پرداختند. این رخداد برجسته با تغییر جهت جهانی قابل توجه‌ای همراه بود زیرا تمام کمیته‌های ملی المپیک، ورزشکاران زن را به مسابقات اعزام کردند و کشورهایی همچون برونئی، عربستان سعودی و قطر برای اولین بار بود که زنان را در هیئت ورزشی خود قرار داده بودند و این امر استقبال وسیع مشارکت جهانی ورزش زنان را بازتاب می‌دهد. در سال ۲۰۱۲، برای اولین بار تعداد ورزشکاران زن در کاروان ورزشی آمریکا از مردان پیشی گرفت. در سال ۲۰۱۲، زنان تقریباً ۴۴ درصد از مجموع ورزشکاران المپیک را تشکیل می‌دادند که پیشرفت اساسی در غلبه بر حائل‌های جنسیتی و ترویج محیط ورزشی فراگیرتر را برجسته کرد. بازی‌های ۲۰۱۲ لندن، به خاطر مورد اشاره قرار گرفتن با عنوان «بازی‌های زنان» شاخص بود که پیشرفت قابل توجه در امر مشارکت ورزشکاران زن را بازتاب می‌دهد. این پیشرفت‌ها بر تعهد اقدام المپیک مبنی بر برابری جنسیتی تأکید داشت، فرصت‌های بیشتری برای نمایش استعداد آنها در دسترس قرار می‌داد و الهام بخش نسل‌های بعدی ورزشکاران زن برای دنبال کردن رویاهای آنها در المپیک بود.

### ۲۰۱۴–۲۰۱۸

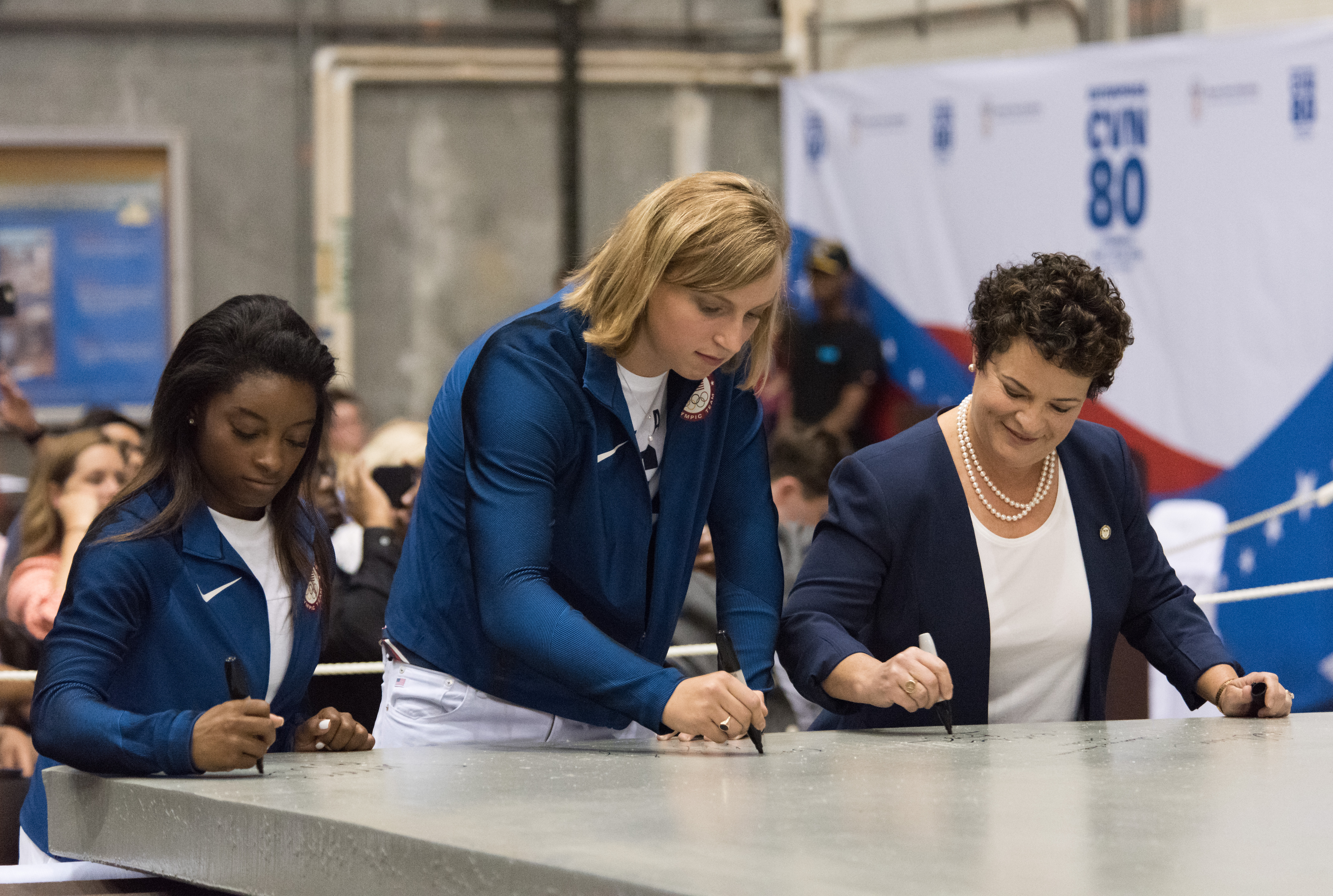
کیتی لدکی (فرد وسط) و سیمون بایلز (فرد سمت چپ) در حال امضا روی صفحه فولادی ناو هواپیمابر یواس‌اس انترپرایز (سی‌وی‌ان-۸۰) (۲۰۱۷)

المپیک زمستانی ۲۰۱۴ که در سوچی برگزار شد با کسب مدال طلا توسط کارینا فوگت در رشته اسکی پرش زنان، برهه‌ای نوین را مشاهده کرد. این دستاورد گام مهم رو به جلویی برای برابری جنسیتی در ورزش‌های زمستانی بود.
المپیک تابستانی ۲۰۱۶ هم با یک اتفاق تاریخی دیگر برای اولین بار همراه بود و رشته راگبی به رقابت‌ها اضافه شد که طی آن تیم استرالیا در مسابقات راگبی هفت نفره قهرمان شد. در همین حال، المپیک ۲۰۱۶ که در ریو برگزار شد حضور دوباره رشته گلف به برنامه بازی‌های المپیک، بعد از بیش از یک قرن غیبت را گرامی داشت. اینبی پارک از کره جنوبی از این موقعیت استفاده کرد و مدال طلا را در اختیار گرفت و به عنوان یک رشته ورزشی در المپیک، علاقه به گلف را دوباره احیاء کرد. این بازی‌ها همچنین رکورد چشمگیری را برای تیم‌های ورزشی زنان آمریکا به ارمغان آورد، ۲۹۱ زن از این کشور در رشته‌های مختلف ورزشی به رقابت پرداختند و در مجموع ۶۵ مدال که بی‌سابقه بود، را کسب کردند. از جمله این ورزشکاران افتخار آفرین، کیتی لدکی و سیمون بایلز بودند که هر یک صاحب پنج مدال شدند و بر برتری خود به ترتیب در رشته‌های شنا و ژیمناستیک صحه گذاشتند.
با فرا رسیدن برگزاری المپیک زمستانی ۲۰۱۸ در شهر پیونگ‌چانگ، مسیر رو به رشد رویداد المپیک با معرفی رویدادهای هیجان انگیز جدید مانند اسنوبرد بیگ ایر و کرلینگ دو نفره ترکیبی تداوم یافت. جیمی اندرسون از ایالات متحده آمریکا با کسب مدال‌هایی در هر دو بخش بیگ ایر و اسلوپ‌استایل، به عنوان ورزشکاری برجسته ظاهر شد و جایگاه خود را به عنوان یکی از پرافتخارترین ورزشکاران تاریخ المپیک در رشته اسنوبرد تثبیت کرد. این گونه پیشرفت‌ها تأکیدی بر تداوم تلاش‌ها برای تنوع و توسعه برنامه‌های المپیک بود و فرصت‌های جدیدی را برای ورزشکاران و جذب بینندگان، با مهارت و نمایش‌های ورزشی هیجان انگیز در دسترس قرار داد.

### ۲۰۲۰-اکنون

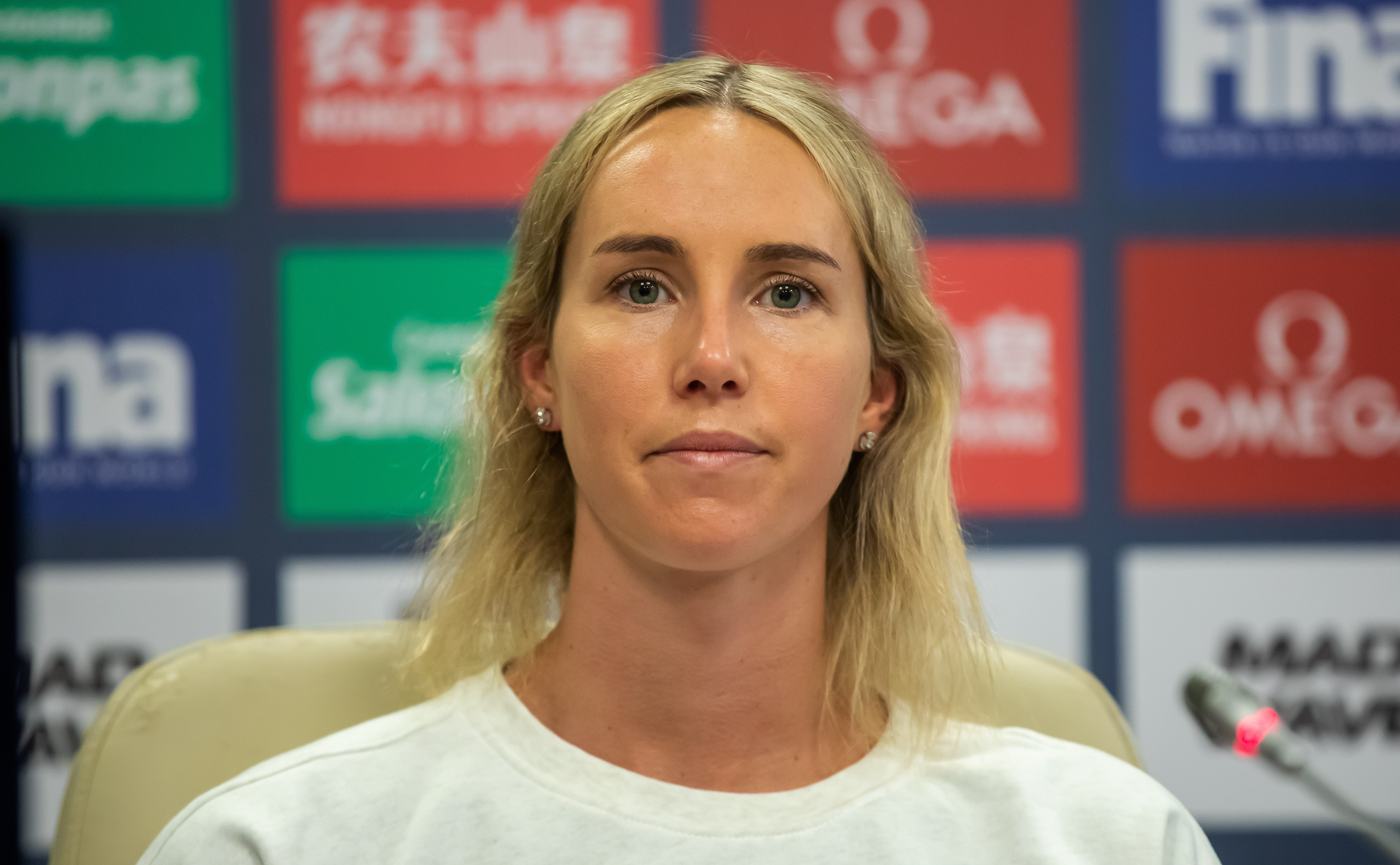
اما مک‌کئون با کسب چهار مدال طلا و سه برنز، پرافتخارترین ورزشکار در بین تمام رشته‌های ورزشی در المپیک تابستانی ۲۰۲۰ بود.

در سال ۲۰۲۰ با تغییر قانون، اجازه داده شد تا یک ورزشکار زن و مرد به‌طور مشترک پرچم کشور خود را در مراسم افتتاحیه حمل کنند. در نتیجه ۹۱ درصد از کمیته‌های ملی المپیک، یک ورزشکار زن را به عنوان یکی از پرچمداران خود برگزیدند. در المپیک ۲۰۲۰ که در توکیو برگزار شد، با برداشتن گام‌های بلند مهم به سمت مشارکت همگانی (inclusivity) و چند سانی، دوران حیاتی را در تاریخ ورزش به ثبت رساند. به‌طور برجسته، شرکت لورل هوبارد ورزشکار تراجنسیتی در رشته وزنه‌برداری رده فوق سنگین زنان، بر موضع در حال تکامل المپیک در مورد بازنمایی جنسیتی تأکید داشت. رشته‌های ورزشی جدید مانند سافت‌بال، کاراته، صعود ورزشی (sport climbing)، موج‌سواری و اسکیت‌بوردینگ بسترهایی را برای ورزشکاران زن فراهم کرد تا استعدادهای خود در صحنه جهانی را نشان دهند. در ورزش‌های بالارونده، سرآغاز مسابقات در بخش‌های سرعتی، بولدرینگ و سر طناب در هر دو رده مردان و زنان، نمونه‌ای از تلاش‌های صورت گرفته به سمت برابری جنسیتی بود. علاوه بر این، گنجاندن رقابت مختلط در رشته شنا و مسابقه شنای ۱۵۰۰ متر آزاد زنان، فرصت‌ها را گسترش داد و هنجارهای سنتی را به چالش کشید. این تغییرات تأکیدی بر تعهد انجام بازی‌های المپیک مبنی بر برابری جنسیتی بود و تغییرات اجتماعی گسترده‌تر به سوی دربر گرفتن دستاوردهای ورزشی گوناگون و ترویج رقابت فراگیر در بالاترین سطوح را بازتاب می‌دهد.

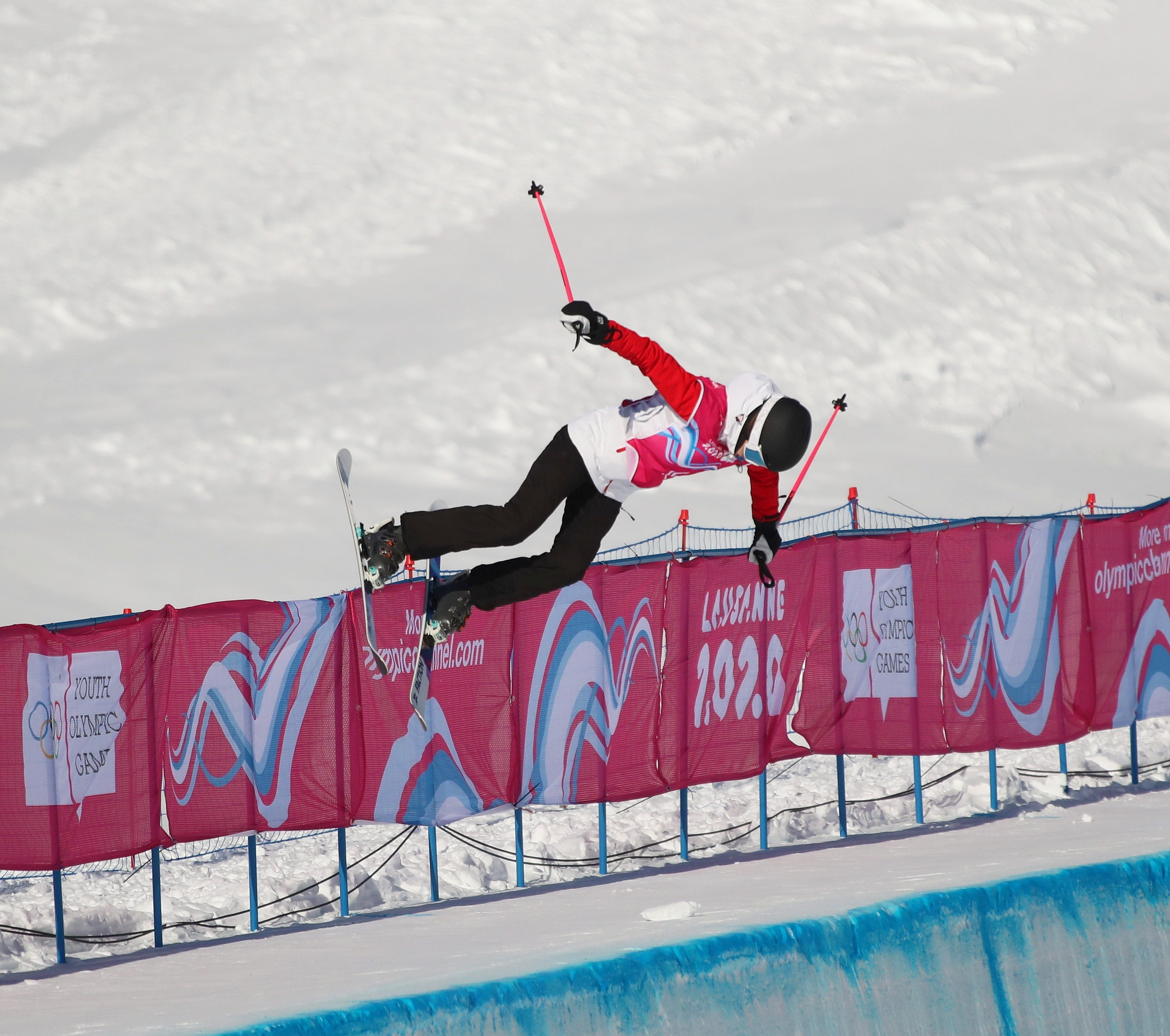
آیلین گو در رقابت‌های اسکی آزاد و اسنوبردسواری برنده سه مدال طلا شد.

در رشته تنیس مردان تغییری صورت گرفت بدین نحو که همانند رده زنان در تمام دوره‌های قبل، بازی در سه ست انجام گرفت. در المپیک ۲۰۲۰، زنان برای اولین بار اجازه یافتند تا در رشته قایقرانی سرعت به رقابت بپردازند. تا قبل از این دوره المپیک، زنان تنها مجاز بودند در رشته قایق‌رانی آب‌های آرام مسابقه دهند ولی در قایقرانی سرعت اجازه نداشتند به رقابت بپردازند.
در سال ۲۰۲۲، زنان ۵۰ درصد از منصب‌های کمیسیون‌های کمیته بین‌المللی المپیک را در اختیار داشتند. فدراسیون بین‌المللی اسکی اعلام کرده بود که قصد دارد برای اولین مرتبه، بخش اسکی نوردیک ترکیبی زنان را در برنامه بازی‌های المپیک زمستانی ۲۰۲۲ قرار دهد. هر چند همانند سال ۲۰۱۸، اسکی نوردیک ترکیبی در المپیک زمستانی ۲۰۲۲ تنها با سه رویداد مختص مردان برگزار شد. زنان بخش مهمی از مجموع ورزشکاران به حساب می‌آمدند و در گستره‌ای از رقابت‌ها، از اسکی آلپاین تا بابسلد به رقابت می‌پرداختند و مهارت‌های خود را در طیف وسیعی از رشته‌های ورزشی به نمایش می‌گذاشتند. ورزشکاران زن در طی رقابت‌های پر شمار، مدال کسب کردند که حس رقابت‌جویی و مهارت آنها را مشخص می‌کند. ورزشکارانی مانند آیلین گو در رشته اسکی آزاد و اسنوبرد سواری، و آنا شچرباکووا در پاتیناژ با دریافت مدال‌های طلا، چهره‌های شاخص بودند.
بازی‌های المپیک ۲۰۲۴ که در پاریس برگزار شد از این لحاظ که «اولین دوره رقابتهای المپیک در تاریخ با برابری کامل جنسیتی در پهنه اجرا» بود، قابل توجه بودند. از ۱۱٬۲۱۵ ورزشکار ثبت نام شده، ۵٬۷۱۲ نفر مرد و ۵٬۵۰۳ نفر زن بودند. تعدادی ورزشکار با جنسیت کوئیر و مرد ترنس (trans-male) همچون هرگی باکایدان در رقابت‌های زنان شرکت کردند. المپیک ۲۰۲۴ جلوه‌گر ۲۸ رشته ورزشی دارای تعادل جنسیتی بود، وفق اینکه ۱۵۲ رقابت مدال‌دار برای زنان و ۲۰ رقابت مختلط در نظر گرفته شده بود. در المپیک تابستانی ۲۰۲۴، فهرست گروه ورزشکاران ایالات متحده آمریکا برای چهارمین دوره متوالی، تعداد زنان بیشتری نسبت به مردان را دربرداشت که شامل ۳۱۴ زن و ۲۷۹ مرد بود.

## رشته ورزشی

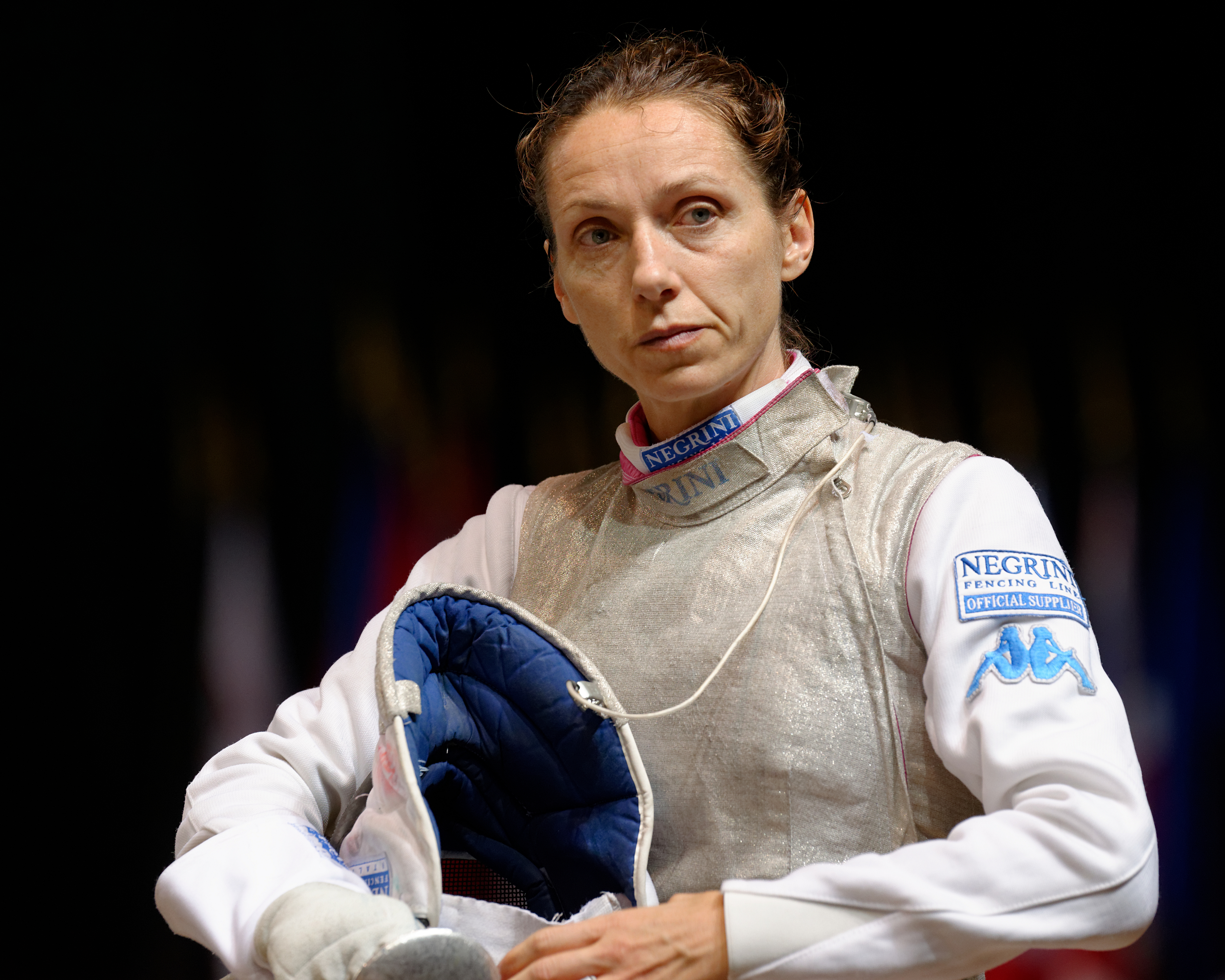
والنتینا وزالی یکی از پرافتخارترین شمشیربازان تاریخ المپیک است.

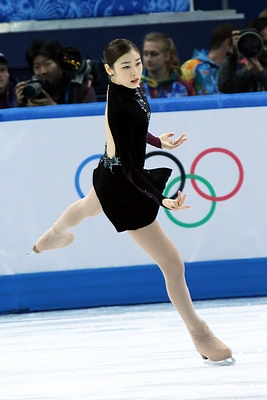
یونا کیم در حال اجرای آدیوس نونینو در المپیک زمستانی ۲۰۱۴

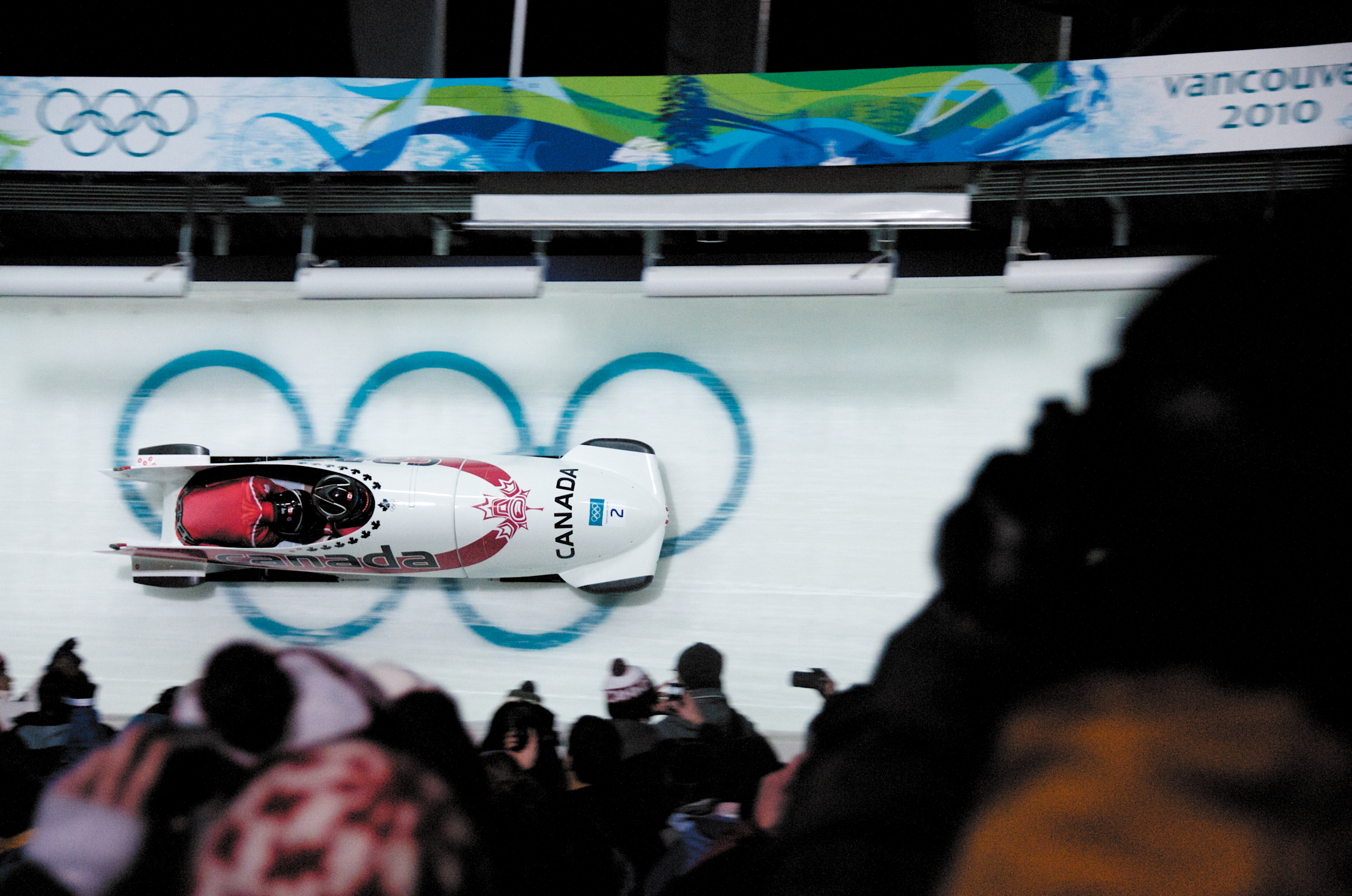
سورتمه‌سُری سواران کانادایی کایلی هامفریز و هتر مویس در بازی‌های زمستانی ونکوور ۲۰۱۰ در حال رقابت هستند.

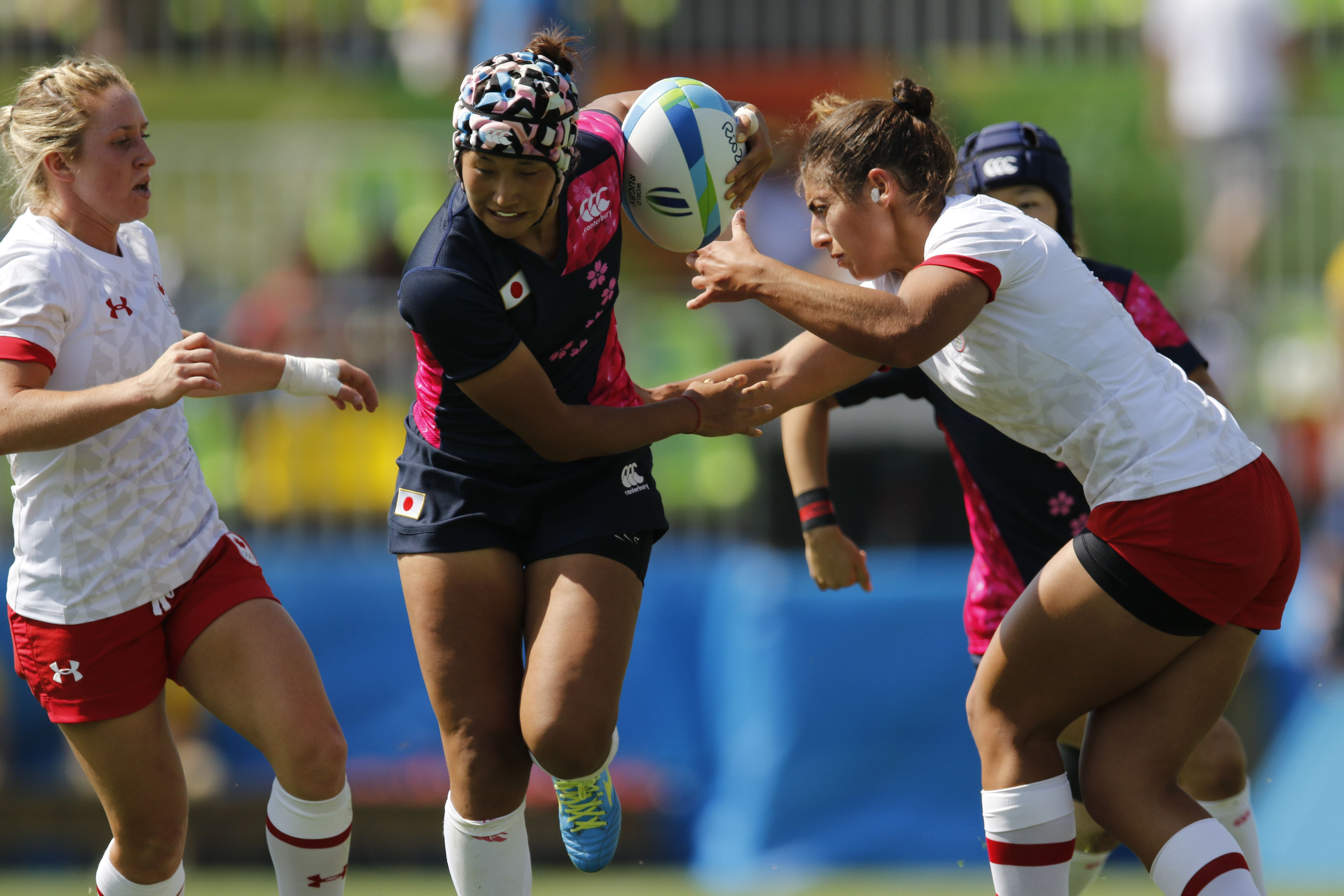
کانادا در مقابل ژاپن در راگبی هفت نفره در بازی‌های تابستانی ریو ۲۰۱۶

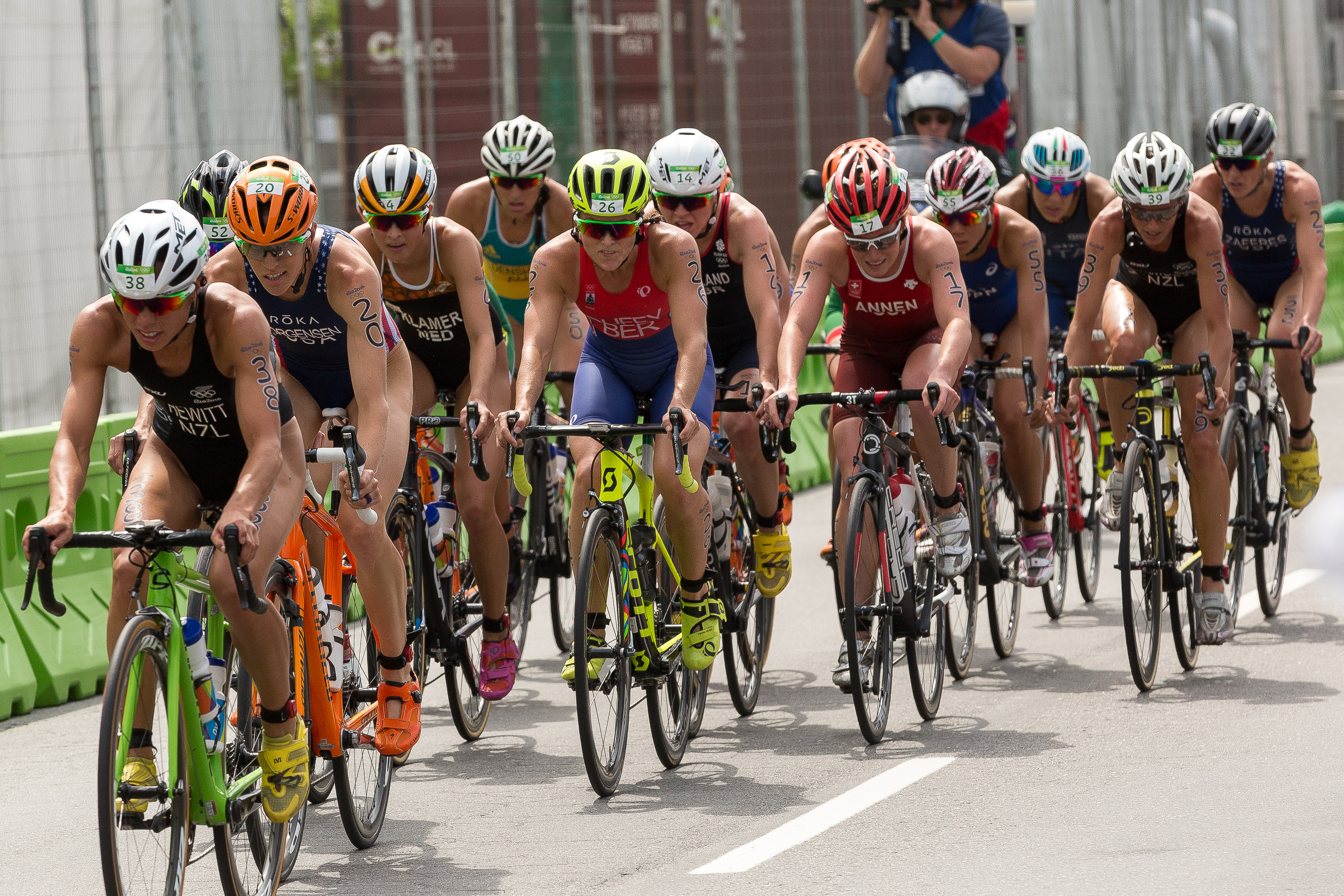
ورزشکارانی که در مسابقات سه‌گانه در بازی‌های المپیک تابستانی ۲۰۱۶ در ریودوژانیرو در حال رقابت هستند.

زنان در رشته‌های ورزشی جدول ذیل در بازی‌های المپیک به رقابت پرداخته‌اند.
| ورزش                  | سالی که این رشته ورزشی به برنامه مسابقات اضافه شد |
| --------------------- | ------------------------------------------------- |
| تنیس                  | ۱۹۰۰                                              |
| گلف                   | ۱۹۰۰                                              |
| قایقرانی بادبانی      | ۱۹۰۰                                              |
| تیراندازی با کمان     | ۱۹۰۴                                              |
| پاتیناژ               | ۱۹۰۸                                              |
| شیرجه                 | ۱۹۱۲                                              |
| شنا                   | ۱۹۱۲                                              |
| شمشیربازی             | ۱۹۲۴                                              |
| دو و میدانی           | ۱۹۲۸                                              |
| ژیمناستیک             | ۱۹۲۸                                              |
| اسکی آلپاین           | ۱۹۳۶                                              |
| قایق‌رانی              | ۱۹۴۸                                              |
| اسکی صحرانوردی        | ۱۹۵۲                                              |
| سوارکاری              | ۱۹۵۲                                              |
| اسکیت سرعت            | ۱۹۶۰                                              |
| والیبال               | ۱۹۶۴                                              |
| لژسواری               | ۱۹۶۴                                              |
| تیراندازی             | ۱۹۶۸                                              |
| بسکتبال               | ۱۹۷۶                                              |
| هندبال                | ۱۹۷۶                                              |
| روئینگ                | ۱۹۷۶                                              |
| هاکی روی چمن          | ۱۹۸۰                                              |
| دوچرخه سواری          | ۱۹۸۴                                              |
| تنیس روی میز          | ۱۹۸۸                                              |
| بدمینتون              | ۱۹۹۲                                              |
| ورزش دوگانه           | ۱۹۹۲                                              |
| جودو                  | ۱۹۹۲                                              |
| اسکیت سرعت مسیر کوتاه | ۱۹۹۲                                              |
| سافت بال              | ۱۹۹۶                                              |
| فوتبال                | ۱۹۹۶                                              |
| کرلینگ                | ۱۹۹۸                                              |
| هاکی روی یخ           | ۱۹۹۸                                              |
| پنج‌گانه مدرن          | ۲۰۰۰                                              |
| تکواندو               | ۲۰۰۰                                              |
| ورزش سه‌گانه           | ۲۰۰۰                                              |
| واترپلو               | ۲۰۰۰                                              |
| وزنه‌برداری            | ۲۰۰۰                                              |
| سورتمه‌سُری             | ۲۰۰۲                                              |
| اسکلتون               | ۲۰۰۲                                              |
| کشتی                  | ۲۰۰۴                                              |
| بوکس                  | ۲۰۱۲                                              |
| اسکی پرش              | ۲۰۱۴                                              |
| راگبی                 | ۲۰۱۶                                              |
| دوچرخه‌سواری بی‌ام‌اکس   | ۲۰۲۰                                              |
| کاراته                | ۲۰۲۰                                              |
| اسکیت‌بردینگ           | ۲۰۲۰                                              |
| موج سواری             | ۲۰۲۰                                              |
| صخره‌نوردی             | ۲۰۲۰                                              |
| بریکینگ               | ۲۰۲۴                                              |

## ناهمسانی‌های جنسیتی
دو و میدانی

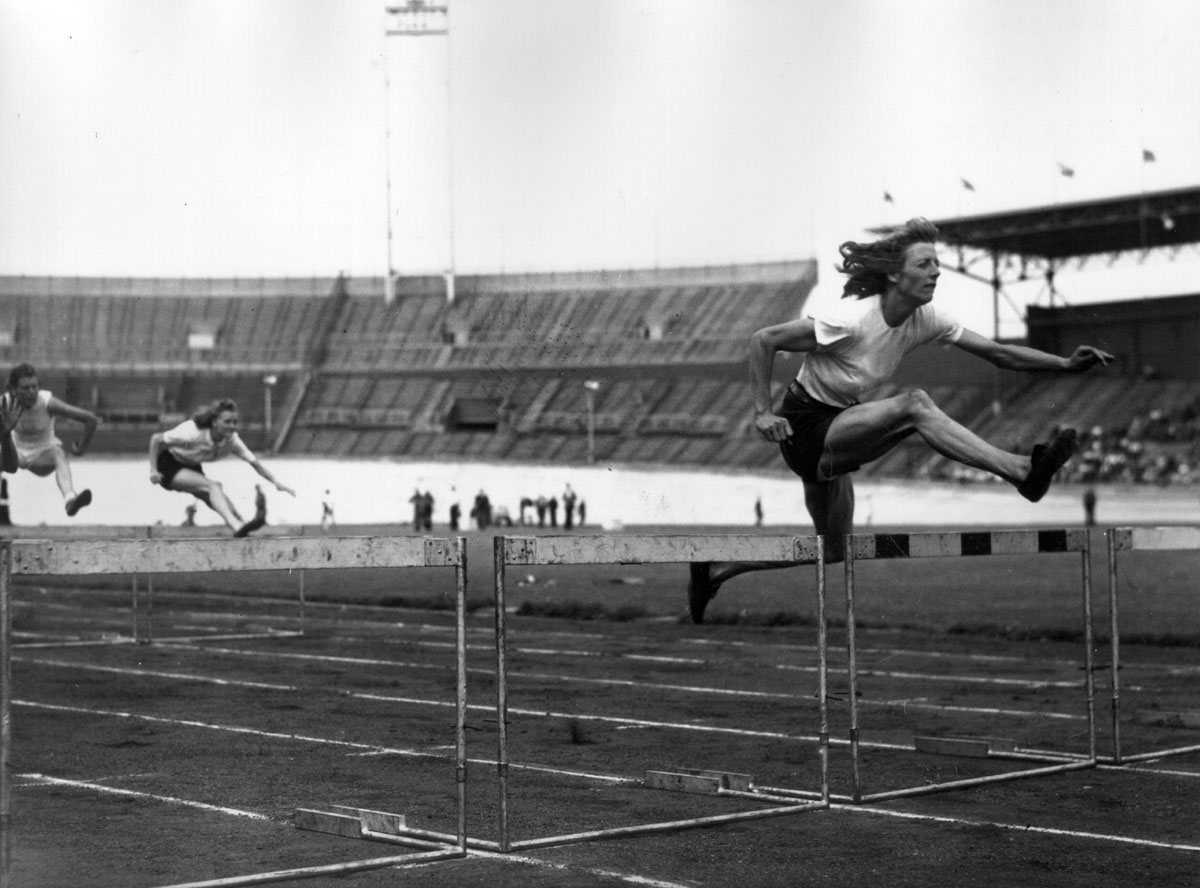
فانی بلانکرس-کون با کسب چهار مدال طلا در دو و میدانی (۱۰۰ متر، ۲۰۰ متر، ۸۰ متر با مانع و ۴ در ۱۰۰ متر امدادی) در المپیک لندن ۱۹۴۸، تاریخ‌ساز شد.

در رویدادهای ترکیبی در المپیک، زنان در رشته ترکیبی هفت‌گانه به رقابت پرداختند ولی مردان با سه رویداد بیشتر در رشته ترکیبی دهگانه مسابقه دادند. از سال ۱۹۶۴ تا ۱۹۸۰، رشته ترکیبی پنج‌گانه زنان برگزار شد قبل از اینکه به هفت‌گانه توسعه یابد.
در دوی سرعت با مانع در المپیک، مردان در ۱۱۰ متر با مانع به رقابت پرداختند در حالی که برای زنان این امر ۱۰۰ متر بود. تا المپیک ۱۹۶۸، مسافتی که زنان در رشته دو و میدانی به رقابت می‌پرداختند ۸۰ متر بود، هر چند در سال ۱۹۶۱ به صورت آزمایشی به ۱۰۰ متر افزایش یافت ولی مسافت ۱۰۰ متر جدید در سال ۱۹۶۹ به صورت رسمی اجرا شد. در هر دو رده زنان و مردان، شرکت کنندگان در مجموع از روی ده مانع عبور می‌کنند و بین هر دو مانع سه گام برمی‌دارند. از قدیم زنان در مسافت ۳۰۰۰ متر به رقابت می‌پرداختند تا اینکه در سال ۱۹۹۶ با مسابقه مسافت ۵۰۰۰ متر مردان تطبیق پیدا کرد. به‌طور مشابه، زنان در سالهای ۱۹۹۲ و ۱۹۹۶ در مسابقه پیاده‌روی سرعت ۱۰ کیلومتر به رقابت می‌پرداختند قبل از اینکه آن رقابت به مانند مسافت استاندارد ۲۰ کیلومتر مردان تغییر پیدا کند. توسعه برنامه ورزش زنان برای تطبیق یافتن با مردان به کندی پیش می‌رفت. رقابت‌های پرش سه‌گام در سال ۱۹۹۶، پرتاب چکش و پرش با نیزه در ۲۰۰۰، دو با مانع (steeplechase) در ۲۰۰۸ به برنامه رقابت‌ها اضافه شدند. تنها تفاوت باقی مانده مربوط به رقابت پیاده‌روی سرعت ۵۰ کیلومتر مردان است. در حالی که از افزودن رقابت ۵۰ کیلومتر زنان به برنامه بازی‌های حمایت شده است در عین حال پیشنهادهایی مبنی بر حذف این رویداد مختص مردان از برنامه رقابت‌های المپیک مطرح گردیده است.
قایق‌رانی
تا المپیک ۲۰۲۰ توکیو، زنان از رقابت در دو رشته قایق‌رانی سرعت و اسلالوم محروم بودند.
بوکس
در المپیک تابستانی، رقابت‌های بوکس مردان در سه راند سه دقیقه‌ای و بوکس زنان در چهار راند دو دقیقه‌ای برگزار می‌شود. همچنین زنان در سه دسته وزنی مسابقه می‌دهند ولی این امر برای مردان در ده دسته انجام می‌پذیرد.
دوچرخه‌سواری جاده
از سال ۱۹۸۴ که رقابت‌های دوچرخه سواری زنان در المپیک برگزار شد، مسافت مسابقه جاده برای زنان ۱۴۰ کیلومتر و برای مردان ۲۵۰ کیلومتر بوده است. بخش تایم تریل هم به ترتیب برای زنان ۲۹ کیلومتر و برای مردان ۴۴ کیلومتر بود. هر کشور برای بازی‌های المپیک تابستانی، حداکثر می‌تواند پنج ورزشکار مرد و چهار ورزشکار زن اعزام کند.
تنیس
تا بازی‌های المپیک ۲۰۲۰، زنان در مسابقات سه ست به رقابت می‌پرداختند که این امر برای مردان پنج ست بود. در المپیک ۲۰۲۰ توکیو، مسابقات مردان کوتاه‌تر شد و از پنج ست به سه ست کاهش یافت.
فوتبال
در رشته فوتبال بازی‌های المپیک، برای زنان هیچ گونه محدودیتی در نظر گرفته نشده است در حالی که در رده مردان تنها مجاز هستند از سه بازیکن بالای ۲۳ سال استفاده کنند و بقیه بازیکن‌ها باید دارای سن زیر ۲۳ باشند.
کشتی
در بازی‌های المپیک، زنان از رقابت در بخش کشتی فرنگی محروم هستند. تا قبل از سال ۲۰۱۶، زنان در بخش کشتی آزاد در چهار دسته وزنی به رقابت می‌پرداختند در حالی که مردان در هفت دسته وزنی مسابقه می‌دادند که پیش از آن هم مردان در ده دسته وزنی به رقابت می‌پرداختند. از المپیک ۲۰۱۶، تعداد دسته وزنی در بخش کشتی آزاد برای هر دو رده زنان و مردان، شش دسته در نظر گرفته شد.

## برابری جنسیتی
در دوران ابتدایی بازی‌های المپیک، تعداد زیادی از کمیته ملی المپیک کشورها ورزشکار زن کمتری به مسابقات اعزام می‌کردند زیرا باید هزینه فرد همراه زنان را هم متقبل می‌شدند که این امر برای ورزشکاران مرد لزومی نداشت. رفتار و برخوردهای صورت گرفته با ورزشکاران زن در مقایسه با ورزشکاران مرد، در سطح پایین‌تری بود. به عنوان نمونه در سال ۲۰۱۲، تیم ملی فوتبال زنان ژاپن با کلاس اقتصادی پروازی به مسابقات اعزام شد در حالی که تیم مردان با کلاس تجاری به مسابقات اعزام شدند. هر چند زنان در تمام رشته‌های ورزشی المپیک تابستانی مسابقه می‌دهند ولی هنوز ۳۹ رقابت وجود دارد که رده زنان در آنها وجود ندارد و زنان در آنها رقابت نمی‌دهند. مردان مجبور هستند در مسابقات طولانی‌تر و دشوارتری به رقابت بپردازند همانند دو ۱۱۰ متر با مانع که این مسافت برای زنان ۱۰۰ متر با مانع است.

## نقش کمیته بین‌المللی المپیک

لوگوی کمیته بین‌المللی المپیک

کمیته بین‌المللی المپیک (IOC) در سال ۱۸۹۴ توسط پیر دو کوبرتن ایجاد شد و اکنون بالاترین مقام قدرت جنبش المپیک محسوب می‌شود. ستاد مرکزی آن در لوزان، سوئیس قرار دارد. جایگاه بالاترین مقام قدرت جنبش المپیک چندین وظیفه مختلف را دربر گرفته است که از جمله ترویج ارزش‌های المپیک، تداوم برگزاری مرتب مراسم جشن بازی‌های المپیک و حمایت از هر سازمان مرتبط با جنبش المپیک است. برخی از ارزش‌های المپیک که کمیته بین‌المللی المپیک مبادرت به ترویج آن می‌کند از قبیل ممارست اخلاق ورزشی، حذف تبعیض در ورزش، ترغیب مشارکت زنان در ورزش، مبارزه با استفاده از داروها و مواد غیرمجاز در ورزش، و تلفیق ورزش، فرهنگ و آموزش با یکدیگر است. کمیته بین‌المللی المپیک با ایجاد کمیسیون‌های مختلف که بر حوزه خاصی تمرکز دارند، از این ارزش‌ها حمایت می‌کند. این کمیسیون‌ها در طول سال کنفرانس‌هایی برگزار می‌کنند که در آن افراد مختلفی از سراسر جهان، ایده‌ها و روش‌های خود را در جهت پیاده‌سازی ارزش‌های المپیک در زندگی مردم در سطح بین‌المللی مطرح می‌کنند. کمیسیون‌ها همچنین مسئولیت دارند تا یافته‌های خود را به رئیس کمیته بین‌المللی المپیک و هیئت اجرایی گزارش دهند. رئیس می‌تواند اعضاء را بر اساس علائق و تخصص آنها به کمیسیون‌های مختلف تخصیص دهد.
در سال ۱۹۸۱ برای اولین بار دو زن به نام‌های فلور ایساوا فونسکا از ونزوئلا و پیریو هاگمن (Pirjo Häggman) از فنلاند جزو اعضای کمیته بین‌المللی المپیک قرار گرفتند.
تعداد اعضای کمیته بین‌المللی المپیک می‌تواند تا ۱۱۵ عضو برسد و در حال حاضر تعداد اعضای آن از ۷۹ کشور انتخاب شده است. کمیته بین‌المللی المپیک در سراسر جهان به عنوان یک نهاد مسئول قدرتمند محسوب می‌شود زیرا این کمیته می‌تواند سیاست‌هایی را پایه‌ریزی کند که به عنوان استانداردی برای سایر کشورها در عرصه ورزشی تبدیل شود.
در سال ۲۰۱۱، از مجموع ۱۰۶ اعضای کمیته بین‌المللی المپیک، تنها ۲۰ نفر را زنان تشکیل می‌دادند. در سال ۲۰۲۳، از مجموع ۱۰۷ عضو کمیته بین‌المللی المپیک، تعداد زنان ۴۴ نفر بود.

## تأثیر بازی‌های جهانی زنان
سابقه

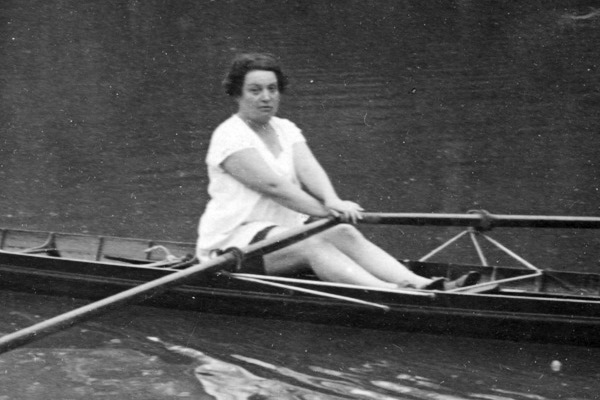
آلیس میلیا، مؤسس فدراسیون بین‌المللی ورزش زنان و بازی‌های جهانی زنان

در سال ۱۹۱۹ آلیس میلیا، قایقران آماتور و مترجم فرانسوی با هدف گنجاندن دو و میدانی زنان در المپیک تابستانی ۱۹۲۴، مبادرت به مذاکره با کمیته ببن‌المللی المپیک و اتحادیه بین‌المللی فدراسیون‌های دو و میدانی کرد. بعد از رد درخواست او، برگزاری المپیاد زنان در مونت‌کارلو را سازماندهی کرد. این امر پیش‌درآمدی بر برگزاری اولین دوره بازی‌های جهانی زنان شد. این رویداد به عنوان اعتراضی در برابر امتناع کمیته بین‌المللی المپیک از رقابت زنان در رشته دو و میدانی تلقی شد و پیامی برای رئیس آنها پیر دو کوبرتن بود که مخالف حضور زنان در المپیک بود. میلیا به سوی تأسیس فدراسیون بین‌المللی ورزش زنان حرکت کرد که اولین دوره بازی‌های جهانی زنان را سازماندهی کرد.
بازی‌ها
اولین دوره بازی‌های المپیک زنان در سال ۱۹۲۲ در پاریس برگزار شد. ورزشکاران در یازده رویداد: ۶۰ متر، ۱۰۰ یارد، ۳۰۰ متر، ۱۰۰۰ متر، ۴ در ۱۱۰ یارد امدادی، دو بامانع ۱۰۰ یارد، پرش ارتفاع، پرش طول، پرش طول ایستاده، پرتاب نیزه و پرتاب وزنه به رقابت پرداختند. ۲۰٬۰۰۰ نفر در این بازی‌ها حضور یافتند و ۱۸ رکورد جهانی به ثبت رسید. با وجود موفقیت‌آمیز بودن این رویداد، کمیته بین‌المللی المپیک هنوز از گنجاندن دو و میدانی زنان در المپیک تابستانی ۱۹۲۴ خودداری می‌کرد. علاوه بر این موارد، کمیته بین‌المللی المپیک و اتحادیه بین‌المللی فدراسیون‌های دو و میدانی به خاطر استفاده از واژه المپیک در نامگذاری این رویداد اعتراض کردند، به همین علت فدراسیون بین‌المللی ورزش زنان نام این رویداد را برای دوره ۱۹۲۶ به بازی‌های جهانی زنان تغییر داد. بازی‌های جهانی زنان ۱۹۲۶ در شهر گوتنبرگ، سوئد برگزار شد. بخش پرتاب دیسک به برنامه رقابت‌ها اضافه شد. این بازی‌ها در حضور ۲۰٬۰۰۰ تماشاگر برگزار شد که در نهایت کمیته بین‌المللی المپیک را متقاعد ساخت تا اجازه دهد زنان در تعدادی از بخش‌های رشته دو و میدانی المپیک به رقابت بپردازند. کمیته بین‌المللی المپیک به زنان اجازه داد در المپیک ۱۹۲۸ در رشته دو و میدانی در بخش‌های دو ۱۰۰ متر، ۸۰۰ متر، ۴ در ۱۰۰ متر امدادی، پرش ارتفاع و پرتاب دیسک به رقابت بپردازند. از سری رویدادهای بازی‌های جهانی زنان، دو دوره دیگر در سال‌های ۱۹۳۰ در پراگ و ۱۹۳۴ در لندن برگزار شد. بعد از اینکه دولت فرانسه در سال ۱۹۳۶ بودجه فدراسیون بین‌المللی ورزش زنان را قطع کرد، این فدراسیون مجبور شد به فعالیت خود خاتمه دهد.

## نکات
1. ↑  در این دوره از بازی‌ها مسابقات سوارکاری به علت قوانین سخت‌گیرانه قرنطینه اسب در استرالیا، در استکهلم برگزار شد.
2. ↑  رقص روی یخ رویدادی دو نفره است که یک زن و یک مرد با هم برنامه اجرا می‌کنند.
3. ↑  از سال ۱۹۰۰ تا ۱۹۸۴ (به جز سال ۱۹۴۸)، زنان اجازه داشتند در تمام مسابقات قایق‌رانی بادبانی به رقابت بپردازند. مسابقات خاص زنان در سال ۱۹۸۸ در برنامه بازی‌ها قرار گرفت.